# فهرست خورشیدگرفتگی‌های سده ۱۷ (میلادی)
این فهرست شامل خورشیدگرفتگی‌های قرن ۱۷ میلادی است که در طی سال‌های ۱۶۰۱ تا ۱۷۰۰ میلادی روی داده‌اند. در این دوره، ۲۴۸ خورشیدگرفتگی رخ داد که ۸۹ مورد آن خورشیدگرفتگی جزئی، ۷۴ مورد خورشیدگرفتگی حلقه‌ای، ۶۱ خورشیدگرفتگی کامل و ۲۴ مورد نیز از نوع خورشیدگرفتگی مرکب بود.
| تاریخ           | زمان بزرگ‌ترین گرفت | چرخهٔ ساروس | نوع    | قدر    | مدت زمان          | مکان                                            | مسیر گرفتگی            | ناحیهٔ جغرافیایی | منبع(ها)    |
| --------------- | ------------------ | ---------- | ------ | ------ | ----------------- | ----------------------------------------------- | ---------------------- | --------------- | ----------- |
| ۴ ژانویه ۱۶۰۱   | ۱۲:۲۴:۳۸           | ۱۲۵        | حلقه‌ای | ۰٫۹۴۳۷ | ۰۷ دقیقه ۱۳ ثانیه | ۹°۰۶′جنوبی ۷°۰۰′غربی / ۹٫۱°جنوبی ۷٫۰°غربی       | ۲۱۴ کیلومتر (۱۳۳ مایل) |                 | [ ۱ ]       |
| ۳۰ ژوئن ۱۶۰۱    | ۰۳:۰۳:۵۹           | ۱۳۰        | کامل   | ۱٫۰۶۹۷ | ۰۶ دقیقه ۳۷ ثانیه | ۵°۱۸′جنوبی ۱۳۰°۴۲′شرقی / ۵٫۳°جنوبی ۱۳۰٫۷°شرقی   | ۲۵۹ کیلومتر (۱۶۱ مایل) |                 | [ ۱ ]       |
| ۲۴ دسامبر ۱۶۰۱  | ۱۲:۵۰:۳۱           | ۱۳۵        | حلقه‌ای | ۰٫۹۰۷۸ | ۱۰ دقیقه ۱۴ ثانیه | ۴۶°۳۶′شمالی ۲۱°۳۰′غربی / ۴۶٫۶°شمالی ۲۱٫۵°غربی   | ۰۵۱ کیلومتر (۳۲ مایل)  |                 | [ ۱ ]       |
| ۲۱ مه ۱۶۰۲      | ۱۳:۰۶:۴۴           | ۱۰۲        | جزئی   | ۰٫۴۱۳۲ | —                 | ۶۸°۴۸′شمالی ۱۷۸°۱۸′غربی / ۶۸٫۸°شمالی ۱۷۸٫۳°غربی | —                      |                 | [ ۱ ]       |
| ۱۹ ژوئن ۱۶۰۲    | ۲۰:۱۹:۲۱           | ۱۴۰        | جزئی   | ۰٫۶۱۷۴ | —                 | ۶۶°۰۶′جنوبی ۱۳۵°۴۲′غربی / ۶۶٫۱°جنوبی ۱۳۵٫۷°غربی | —                      |                 | [ ۱ ]       |
| ۱۳ نوامبر ۱۶۰۲  | ۲۰:۰۳:۰۵           | ۱۰۷        | جزئی   | ۰٫۳۳۶۳ | —                 | ۶۹°۳۰′جنوبی ۸۴°۴۸′شرقی / ۶۹٫۵°جنوبی ۸۴٫۸°شرقی   | —                      |                 | [ ۱ ]       |
| ۱۱ مه ۱۶۰۳      | ۰۱:۴۴:۵۹           | ۱۱۲        | حلقه‌ای | ۰٫۹۹۸۷ | ۰۰ دقیقه ۰۷ ثانیه | ۵۴°۴۲′شمالی ۱۴۲°۳۶′شرقی / ۵۴٫۷°شمالی ۱۴۲٫۶°شرقی | ۶ کیلومتر (۳٫۷ مایل)   |                 | [ ۱ ]       |
| ۳ نوامبر ۱۶۰۳   | ۰۵:۵۴:۵۵           | ۱۱۷        | کامل   | ۱٫۰۱۹۳ | ۰۱ دقیقه ۳۱ ثانیه | ۵۱°۰۶′جنوبی ۷۵°۳۶′شرقی / ۵۱٫۱°جنوبی ۷۵٫۶°شرقی   | ۸۳ کیلومتر (۵۲ مایل)   |                 | [ ۱ ]       |
| ۲۹ آوریل ۱۶۰۴   | ۰۷:۰۷:۲۱           | ۱۲۲        | حلقه‌ای | ۰٫۹۵۲۵ | ۰۶ دقیقه ۱۲ ثانیه | ۶°۱۸′شمالی ۷۴°۴۸′شرقی / ۶٫۳°شمالی ۷۴٫۸°شرقی     | ۱۷۶ کیلومتر (۱۰۹ مایل) |                 | [ ۱ ]       |
| ۲۲ اکتبر ۱۶۰۴   | ۲۱:۰۳:۴۸           | ۱۲۷        | کامل   | ۱٫۰۵۶۷ | ۰۵ دقیقه ۱۲ ثانیه | ۵°۵۴′جنوبی ۱۳۷°۴۸′غربی / ۵٫۹°جنوبی ۱۳۷٫۸°غربی   | ۱۸۸ کیلومتر (۱۱۷ مایل) |                 | [ ۱ ]       |
| ۱۸ آوریل ۱۶۰۵   | ۰۷:۲۶:۴۴           | ۱۳۲        | حلقه‌ای | ۰٫۹۳۲۷ | ۰۶ دقیقه ۴۳ ثانیه | ۴۹°۴۸′جنوبی ۸۹°۵۴′شرقی / ۴۹٫۸°جنوبی ۸۹٫۹°شرقی   | ۵۵۳ کیلومتر (۳۴۴ مایل) |                 | [ ۱ ]       |
| ۱۲ اکتبر ۱۶۰۵   | ۱۲:۵۹:۵۸           | ۱۳۷        | کامل   | ۱٫۰۳۴۴ | ۰۲ دقیقه ۴۳ ثانیه | ۴۳°۲۴′شمالی ۰°۳۶′شرقی / ۴۳٫۴°شمالی ۰٫۶°شرقی     | ۱۹۳ کیلومتر (۱۲۰ مایل) |                 | [ ۱ ]       |
| ۸ مارس ۱۶۰۶     | ۲۰:۴۵:۳۹           | ۱۰۴        | جزئی   | ۰٫۵۸۰۰ | —                 | ۷۱°۵۴′شمالی ۱۵۶°۲۴′شرقی / ۷۱٫۹°شمالی ۱۵۶٫۴°شرقی | —                      |                 | [ ۱ ]       |
| ۲ سپتامبر ۱۶۰۶  | ۱۲:۰۷:۲۳           | ۱۰۹        | جزئی   | ۰٫۶۱۸۲ | —                 | ۷۱°۴۲′جنوبی ۶۶°۳۰′غربی / ۷۱٫۷°جنوبی ۶۶٫۵°غربی   | —                      |                 | [ ۱ ]       |
| ۲۶ فوریه ۱۶۰۷   | ۰۹:۱۰:۳۸           | ۱۱۴        | کامل   | ۱٫۰۳۸۸ | ۰۳ دقیقه ۳۴ ثانیه | ۱۸°۲۴′شمالی ۳۸°۱۲′شرقی / ۱۸٫۴°شمالی ۳۸٫۲°شرقی   | ۱۴۷ کیلومتر (۹۱ مایل)  |                 | [ ۱ ]       |
| ۲۲ اوت ۱۶۰۷     | ۱۴:۲۰:۴۸           | ۱۱۹        | حلقه‌ای | ۰٫۹۴۱۶ | ۰۷ دقیقه ۳۴ ثانیه | ۱۶°۰۶′جنوبی ۴۱°۲۴′غربی / ۱۶٫۱°جنوبی ۴۱٫۴°غربی   | ۲۴۵ کیلومتر (۱۵۲ مایل) |                 | [ ۱ ]       |
| ۱۶ فوریه ۱۶۰۸   | ۰۱:۰۳:۲۸           | ۱۲۴        | کامل   | ۱٫۰۵۱۵ | ۰۴ دقیقه ۲۹ ثانیه | ۲۴°۴۸′جنوبی ۱۷۱°۴۲′شرقی / ۲۴٫۸°جنوبی ۱۷۱٫۷°شرقی | ۱۷۵ کیلومتر (۱۰۹ مایل) |                 | [ ۱ ]       |
| ۱۰ اوت ۱۶۰۸     | ۱۵:۰۰:۰۶           | ۱۲۹        | حلقه‌ای | ۰٫۹۵۸۱ | ۰۴ دقیقه ۴۶ ثانیه | ۳۱°۰۰′شمالی ۳۹°۳۶′غربی / ۳۱٫۰°شمالی ۳۹٫۶°غربی   | ۱۵۸ کیلومتر (۹۸ مایل)  |                 | [ ۱ ]       |
| ۴ فوریه ۱۶۰۹    | ۱۵:۴۳:۴۳           | ۱۳۴        | مرکب   | ۱٫۰۰۴۱ | ۰۰ دقیقه ۱۵ ثانیه | ۷۷°۱۸′جنوبی ۷°۱۲′شرقی / ۷۷٫۳°جنوبی ۷٫۲°شرقی     | ۳۷ کیلومتر (۲۳ مایل)   |                 | [ ۱ ]       |
| ۳۰ ژوئیه ۱۶۰۹   | ۲۱:۰۷:۰۸           | ۱۳۹        | جزئی   | ۰٫۹۶۵۷ | —                 | ۶۹°۳۰′شمالی ۱۷°۵۴′شرقی / ۶۹٫۵°شمالی ۱۷٫۹°شرقی   | —                      |                 | [ ۱ ]       |
| ۲۶ دسامبر ۱۶۰۹  | ۰۷:۴۳:۳۴           | ۱۰۶        | جزئی   | ۰٫۴۸۷۷ | —                 | ۶۶°۱۸′شمالی ۷۳°۵۴′شرقی / ۶۶٫۳°شمالی ۷۳٫۹°شرقی   | —                      |                 | [ ۱ ]       |
| ۲۱ ژوئن ۱۶۱۰    | ۰۳:۲۳:۰۰           | ۱۱۱        | کامل   | ۱٫۰۷۰۵ | ۰۵ دقیقه ۵۹ ثانیه | ۳۱°۳۰′جنوبی ۱۳۵°۳۰′شرقی / ۳۱٫۵°جنوبی ۱۳۵٫۵°شرقی | ۴۰۰ کیلومتر (۲۵۰ مایل) |                 | [ ۱ ]       |
| ۱۵ دسامبر ۱۶۱۰  | ۰۷:۰۶:۴۸           | ۱۱۶        | حلقه‌ای | ۰٫۹۱۵۳ | ۱۱ دقیقه ۵۶ ثانیه | ۱۴°۴۲′شمالی ۷۸°۱۲′شرقی / ۱۴٫۷°شمالی ۷۸٫۲°شرقی   | ۴۰۹ کیلومتر (۲۵۴ مایل) |                 | [ ۱ ]       |
| ۱۰ ژوئن ۱۶۱۱    | ۲۰:۳۴:۲۵           | ۱۲۱        | کامل   | ۱٫۰۶۸۶ | ۰۶ دقیقه ۱۶ ثانیه | ۱۸°۲۴′شمالی ۱۲۷°۳۶′غربی / ۱۸٫۴°شمالی ۱۲۷٫۶°غربی | ۲۲۴ کیلومتر (۱۳۹ مایل) |                 | [ ۱ ]       |
| ۴ دسامبر ۱۶۱۱   | ۰۸:۰۳:۴۳           | ۱۲۶        | حلقه‌ای | ۰٫۹۴۹۸ | ۰۵ دقیقه ۴۴ ثانیه | ۲۶°۵۴′جنوبی ۵۶°۰۰′شرقی / ۲۶٫۹°جنوبی ۵۶٫۰°شرقی   | ۱۸۵ کیلومتر (۱۱۵ مایل) |                 | [ ۱ ]       |
| ۳۰ مه ۱۶۱۲      | ۱۰:۳۴:۲۹           | ۱۳۱        | کامل   | ۱٫۰۱۳۵ | ۰۰ دقیقه ۵۸ ثانیه | ۶۳°۳۶′شمالی ۱°۵۴′غربی / ۶۳٫۶°شمالی ۱٫۹°غربی     | ۶۵ کیلومتر (۴۰ مایل)   |                 | [ ۱ ]       |
| ۲۲ نوامبر ۱۶۱۲  | ۱۶:۰۴:۳۵           | ۱۳۶        | مرکب   | ۱٫۰۰۰۲ | ۰۰ دقیقه ۰۱ ثانیه | ۶۵°۴۲′جنوبی ۹۸°۲۴′غربی / ۶۵٫۷°جنوبی ۹۸٫۴°غربی   | ۱ کیلومتر (۰٫۶۲ مایل)  |                 | [ ۱ ]       |
| ۲۰ آوریل ۱۶۱۳   | ۰۲:۴۹:۲۹           | ۱۰۳        | جزئی   | ۰٫۳۸۳۹ | —                 | ۶۱°۳۰′جنوبی ۱۵۴°۲۴′غربی / ۶۱٫۵°جنوبی ۱۵۴٫۴°غربی | —                      |                 | [ ۱ ]       |
| ۱۹ مه ۱۶۱۳      | ۱۷:۴۳:۳۶           | ۱۴۱        | جزئی   | ۰٫۰۷۱۲ | —                 | ۶۳°۱۸′شمالی ۱۳۷°۳۶′شرقی / ۶۳٫۳°شمالی ۱۳۷٫۶°شرقی | —                      |                 | [ ۱ ]       |
| ۱۳ اکتبر ۱۶۱۳   | ۲۰:۴۰:۲۴           | ۱۰۸        | جزئی   | ۰٫۵۹۰۲ | —                 | ۶۱°۱۸′شمالی ۵۸°۱۲′غربی / ۶۱٫۳°شمالی ۵۸٫۲°غربی   | —                      |                 | [ ۱ ]       |
| ۱۲ نوامبر ۱۶۱۳  | ۰۶:۱۲:۱۵           | ۱۴۶        | جزئی   | ۰٫۲۴۶۴ | —                 | ۶۲°۴۲′جنوبی ۴۴°۵۴′غربی / ۶۲٫۷°جنوبی ۴۴٫۹°غربی   | —                      |                 | [ ۱ ]       |
| ۹ آوریل ۱۶۱۴    | ۰۲:۵۲:۵۸           | ۱۱۳        | حلقه‌ای | ۰٫۹۴۱۱ | ۰۶ دقیقه ۲۲ ثانیه | ۲۵°۴۲′جنوبی ۱۵۶°۱۲′شرقی / ۲۵٫۷°جنوبی ۱۵۶٫۲°شرقی | ۲۶۸ کیلومتر (۱۶۷ مایل) |                 | [ ۱ ]       |
| ۳ اکتبر ۱۶۱۴    | ۱۲:۰۴:۵۱           | ۱۱۸        | کامل   | ۱٫۰۲۸۲ | ۰۲ دقیقه ۲۲ ثانیه | ۲۵°۱۲′شمالی ۱۳°۳۰′شرقی / ۲۵٫۲°شمالی ۱۳٫۵°شرقی   | ۱۱۳ کیلومتر (۷۰ مایل)  |                 | [ ۱ ]       |
| ۲۹ مارس ۱۶۱۵    | ۰۷:۰۳:۲۴           | ۱۲۳        | حلقه‌ای | ۰٫۹۸۵۱ | ۰۱ دقیقه ۲۸ ثانیه | ۱۰°۴۲′شمالی ۷۱°۴۲′شرقی / ۱۰٫۷°شمالی ۷۱٫۷°شرقی   | ۵۳ کیلومتر (۳۳ مایل)   |                 | [ ۱ ]       |
| ۲۲ سپتامبر ۱۶۱۵ | ۲۲:۲۷:۲۱           | ۱۲۸        | حلقه‌ای | ۰٫۹۷۸۴ | ۰۲ دقیقه ۱۱ ثانیه | ۹°۰۶′جنوبی ۱۶۳°۳۰′غربی / ۹٫۱°جنوبی ۱۶۳٫۵°غربی   | ۷۸ کیلومتر (۴۸ مایل)   |                 | [ ۱ ]       |
| ۱۷ مارس ۱۶۱۶    | ۱۸:۲۱:۴۵           | ۱۳۳        | کامل   | ۱٫۰۲۷۹ | ۰۱ دقیقه ۵۸ ثانیه | ۴۸°۰۰′شمالی ۱۳۱°۲۴′غربی / ۴۸٫۰°شمالی ۱۳۱٫۴°غربی | ۱۸۰ کیلومتر (۱۱۰ مایل) |                 | [ ۱ ]       |
| ۱۱ سپتامبر ۱۶۱۶ | ۰۱:۴۴:۰۶           | ۱۳۸        | حلقه‌ای | ۰٫۹۳۱۹ | ۰۵ دقیقه ۴۲ ثانیه | ۵۴°۰۶′جنوبی ۱۰۲°۱۸′شرقی / ۵۴٫۱°جنوبی ۱۰۲٫۳°شرقی | ۸۰۷ کیلومتر (۵۰۱ مایل) |                 | [ ۱ ]       |
| ۶ فوریه ۱۶۱۷    | ۰۰:۲۰:۲۳           | ۱۰۵        | جزئی   | ۰٫۷۷۵۰ | —                 | ۶۲°۱۲′جنوبی ۵۹°۰۰′غربی / ۶۲٫۲°جنوبی ۵۹٫۰°غربی   | —                      |                 | [ ۱ ]       |
| ۷ مارس ۱۶۱۷     | ۱۰:۰۵:۳۶           | ۱۴۳        | جزئی   | ۰٫۰۴۱۹ | —                 | ۶۱°۱۲′شمالی ۴۸°۳۶′غربی / ۶۱٫۲°شمالی ۴۸٫۶°غربی   | —                      |                 | [ ۱ ]       |
| ۱ اوت ۱۶۱۷      | ۱۱:۲۹:۴۴           | ۱۱۰        | جزئی   | ۰٫۶۷۵۶ | —                 | ۶۲°۴۲′شمالی ۱۳۸°۱۸′شرقی / ۶۲٫۷°شمالی ۱۳۸٫۳°شرقی | —                      |                 | [ ۱ ]       |
| ۲۶ ژانویه ۱۶۱۸  | ۱۳:۴۶:۴۴           | ۱۱۵        | حلقه‌ای | ۰٫۹۹۵۵ | ۰۰ دقیقه ۲۳ ثانیه | ۴۴°۴۲′جنوبی ۹°۴۲′غربی / ۴۴٫۷°جنوبی ۹٫۷°غربی     | ۱۸ کیلومتر (۱۱ مایل)   |                 | [ ۱ ]       |
| ۲۱ ژوئیه ۱۶۱۸   | ۱۹:۴۴:۳۰           | ۱۲۰        | کامل   | ۱٫۰۲۶۰ | ۰۲ دقیقه ۱۳ ثانیه | ۴۰°۲۴′شمالی ۱۰۶°۱۸′غربی / ۴۰٫۴°شمالی ۱۰۶٫۳°غربی | ۹۴ کیلومتر (۵۸ مایل)   |                 | [ ۱ ]       |
| ۱۵ ژانویه ۱۶۱۹  | ۲۰:۳۸:۰۷           | ۱۲۵        | حلقه‌ای | ۰٫۹۴۲۲ | ۰۷ دقیقه ۱۶ ثانیه | ۸°۰۶′جنوبی ۱۳۰°۲۴′غربی / ۸٫۱°جنوبی ۱۳۰٫۴°غربی   | ۲۲۰ کیلومتر (۱۴۰ مایل) |                 | [ ۱ ]       |
| ۱۱ ژوئیه ۱۶۱۹   | ۱۰:۲۹:۵۹           | ۱۳۰        | کامل   | ۱٫۰۷۱۸ | ۰۶ دقیقه ۴۱ ثانیه | ۱°۱۸′جنوبی ۱۸°۳۶′شرقی / ۱٫۳°جنوبی ۱۸٫۶°شرقی     | ۲۵۵ کیلومتر (۱۵۸ مایل) |                 | [ ۱ ]       |
| ۴ ژانویه ۱۶۲۰   | ۲۰:۵۱:۰۵           | ۱۳۵        | حلقه‌ای | ۰٫۹۰۸۱ | ۱۰ دقیقه ۱۳ ثانیه | ۴۵°۰۰′شمالی ۱۴۶°۳۰′غربی / ۴۵٫۰°شمالی ۱۴۶٫۵°غربی | ۹۷۶ کیلومتر (۶۰۶ مایل) |                 | [ ۱ ]       |
| ۳۱ مه ۱۶۲۰      | ۲۰:۳۳:۴۵           | ۱۰۲        | جزئی   | ۰٫۲۷۸۳ | —                 | ۶۷°۴۸′شمالی ۵۸°۳۰′شرقی / ۶۷٫۸°شمالی ۵۸٫۵°شرقی   | —                      |                 | [ ۱ ]       |
| ۳۰ ژوئن ۱۶۲۰    | ۰۳:۴۶:۲۵           | ۱۴۰        | جزئی   | ۰٫۷۵۳۵ | —                 | ۶۵°۰۶′جنوبی ۱۰۲°۱۸′شرقی / ۶۵٫۱°جنوبی ۱۰۲٫۳°شرقی | —                      |                 | [ ۱ ]       |
| ۲۴ نوامبر ۱۶۲۰  | ۰۴:۱۶:۳۵           | ۱۰۷        | جزئی   | ۰٫۳۲۱۲ | —                 | ۶۸°۳۰′جنوبی ۵۰°۳۶′غربی / ۶۸٫۵°جنوبی ۵۰٫۶°غربی   | —                      |                 | [ ۱ ]       |
| ۲۱ مه ۱۶۲۱      | ۰۸:۵۳:۴۴           | ۱۱۲        | حلقه‌ای | ۰٫۹۹۶۲ | ۰۰ دقیقه ۱۸ ثانیه | ۶۳°۰۶′شمالی ۳۶°۰۶′شرقی / ۶۳٫۱°شمالی ۳۶٫۱°شرقی   | ۱۸ کیلومتر (۱۱ مایل)   |                 | [ ۱ ]       |
| ۱۳ نوامبر ۱۶۲۱  | ۱۴:۲۳:۱۳           | ۱۱۷        | کامل   | ۱٫۰۱۹۴ | ۰۱ دقیقه ۲۸ ثانیه | ۵۵°۴۸′جنوبی ۴۹°۴۲′غربی / ۵۵٫۸°جنوبی ۴۹٫۷°غربی   | ۸۴ کیلومتر (۵۲ مایل)   |                 | [ ۱ ]       |
| ۱۰ مه ۱۶۲۲      | ۱۳:۵۵:۳۵           | ۱۲۲        | حلقه‌ای | ۰٫۹۵۳۱ | ۰۶ دقیقه ۰۷ ثانیه | ۱۳°۳۰′شمالی ۲۸°۴۸′غربی / ۱۳٫۵°شمالی ۲۸٫۸°غربی   | ۱۷۲ کیلومتر (۱۰۷ مایل) |                 | [ ۱ ]       |
| ۳ نوامبر ۱۶۲۲   | ۰۵:۳۴:۴۸           | ۱۲۷        | کامل   | ۱٫۰۵۴۴ | ۰۵ دقیقه ۰۱ ثانیه | ۱۰°۴۲′جنوبی ۹۳°۴۲′شرقی / ۱۰٫۷°جنوبی ۹۳٫۷°شرقی   | ۱۸۰ کیلومتر (۱۱۰ مایل) |                 | [ ۱ ]       |
| ۲۹ آوریل ۱۶۲۳   | ۱۴:۱۶:۰۰           | ۱۳۲        | حلقه‌ای | ۰٫۹۳۷۸ | ۰۶ دقیقه ۵۴ ثانیه | ۳۹°۴۸′جنوبی ۲۰°۲۴′غربی / ۳۹٫۸°جنوبی ۲۰٫۴°غربی   | ۴۰۵ کیلومتر (۲۵۲ مایل) |                 | [ ۱ ]       |
| ۲۳ اکتبر ۱۶۲۳   | ۲۱:۱۷:۱۰           | ۱۳۷        | کامل   | ۱٫۰۲۹۸ | ۰۲ دقیقه ۳۱ ثانیه | ۳۷°۴۸′شمالی ۱۲۸°۰۰′غربی / ۳۷٫۸°شمالی ۱۲۸٫۰°غربی | ۱۵۹ کیلومتر (۹۹ مایل)  |                 | [ ۱ ]       |
| ۱۹ مارس ۱۶۲۴    | ۰۴:۴۰:۳۶           | ۱۰۴        | جزئی   | ۰٫۵۲۸۸ | —                 | ۷۲°۰۰′شمالی ۲۳°۳۰′شرقی / ۷۲٫۰°شمالی ۲۳٫۵°شرقی   | —                      |                 | [ ۱ ]       |
| ۱۷ آوریل ۱۶۲۴   | ۱۷:۱۶:۱۸           | ۱۴۲        | جزئی   | ۰٫۰۵۸۲ | —                 | ۷۱°۱۲′جنوبی ۲۳°۰۶′غربی / ۷۱٫۲°جنوبی ۲۳٫۱°غربی   | —                      |                 | [ ۱ ]       |
| ۱۲ سپتامبر ۱۶۲۴ | ۱۹:۱۹:۲۶           | ۱۰۹        | جزئی   | ۰٫۵۱۳۳ | —                 | ۷۲°۰۰′جنوبی ۱۷۱°۳۰′شرقی / ۷۲٫۰°جنوبی ۱۷۱٫۵°شرقی | —                      |                 | [ ۱ ]       |
| ۱۲ اکتبر ۱۶۲۴   | ۰۸:۵۳:۵۵           | ۱۴۷        | جزئی   | ۰٫۰۰۸۹ | —                 | ۷۱°۳۰′شمالی ۱۰۹°۵۴′شرقی / ۷۱٫۵°شمالی ۱۰۹٫۹°شرقی | —                      |                 | [ ۱ ]       |
| ۸ مارس ۱۶۲۵     | ۱۷:۳۲:۳۹           | ۱۱۴        | کامل   | ۱٫۰۴۳۴ | ۰۳ دقیقه ۵۰ ثانیه | ۲۳°۵۴′شمالی ۸۹°۲۴′غربی / ۲۳٫۹°شمالی ۸۹٫۴°غربی   | ۱۶۶ کیلومتر (۱۰۳ مایل) |                 | [ ۱ ]       |
| ۱ سپتامبر ۱۶۲۵  | ۲۱:۰۶:۵۷           | ۱۱۹        | حلقه‌ای | ۰٫۹۳۸۰ | ۰۷ دقیقه ۳۷ ثانیه | ۲۴°۱۲′جنوبی ۱۴۶°۲۴′غربی / ۲۴٫۲°جنوبی ۱۴۶٫۴°غربی | ۲۷۴ کیلومتر (۱۷۰ مایل) |                 | [ ۱ ]       |
| ۲۶ فوریه ۱۶۲۶   | ۰۹:۳۷:۲۶           | ۱۲۴        | کامل   | ۱٫۰۵۳۵ | ۰۴ دقیقه ۴۲ ثانیه | ۱۹°۴۲′جنوبی ۴۲°۴۲′شرقی / ۱۹٫۷°جنوبی ۴۲٫۷°شرقی   | ۱۸۰ کیلومتر (۱۱۰ مایل) |                 | [ ۱ ]       |
| ۲۱ اوت ۱۶۲۶     | ۲۱:۴۷:۴۲           | ۱۲۹        | حلقه‌ای | ۰٫۹۵۸۴ | ۰۴ دقیقه ۵۴ ثانیه | ۲۳°۰۶′شمالی ۱۴۲°۵۴′غربی / ۲۳٫۱°شمالی ۱۴۲٫۹°غربی | ۱۵۴ کیلومتر (۹۶ مایل)  |                 | [ ۱ ]       |
| ۱۶ فوریه ۱۶۲۷   | ۰۰:۱۳:۳۱           | ۱۳۴        | مرکب   | ۱٫۰۰۴۰ | ۰۰ دقیقه ۱۵ ثانیه | ۷۲°۱۸′جنوبی ۱۳۰°۵۴′غربی / ۷۲٫۳°جنوبی ۱۳۰٫۹°غربی | ۳۴ کیلومتر (۲۱ مایل)   |                 | [ ۱ ]       |
| ۱۱ اوت ۱۶۲۷     | ۰۴:۱۷:۱۴           | ۱۳۹        | مرکب   | ۱٫۰۰۰۱ | ۰۰ دقیقه ۰۰ ثانیه | ۷۷°۴۲′شمالی ۱۷۳°۱۸′غربی / ۷۷٫۷°شمالی ۱۷۳٫۳°غربی | ۱ کیلومتر (۰٫۶۲ مایل)  |                 | [ ۱ ]       |
| ۶ ژانویه ۱۶۲۸   | ۱۵:۵۲:۵۲           | ۱۰۶        | جزئی   | ۰٫۴۷۳۹ | —                 | ۶۷°۲۴′شمالی ۵۹°۱۲′غربی / ۶۷٫۴°شمالی ۵۹٫۲°غربی   | —                      |                 | [ ۱ ]       |
| ۱ ژوئیه ۱۶۲۸    | ۱۰:۵۰:۳۹           | ۱۱۱        | کامل   | ۱٫۰۶۹۲ | ۰۵ دقیقه ۳۲ ثانیه | ۴۰°۱۸′جنوبی ۲۰°۰۰′شرقی / ۴۰٫۳°جنوبی ۲۰٫۰°شرقی   | ۵۰۱ کیلومتر (۳۱۱ مایل) |                 | [ ۱ ]       |
| ۲۵ دسامبر ۱۶۲۸  | ۱۵:۰۸:۴۷           | ۱۱۶        | حلقه‌ای | ۰٫۹۱۵۳ | ۱۲ دقیقه ۰۲ ثانیه | ۱۵°۲۴′شمالی ۴۴°۰۰′غربی / ۱۵٫۴°شمالی ۴۴٫۰°غربی   | ۴۱۳ کیلومتر (۲۵۷ مایل) |                 | [ ۱ ]       |
| ۲۱ ژوئن ۱۶۲۹    | ۰۳:۵۹:۲۴           | ۱۲۱        | کامل   | ۱٫۰۶۷۰ | ۰۶ دقیقه ۲۰ ثانیه | ۱۴°۳۰′شمالی ۱۲۱°۳۶′شرقی / ۱۴٫۵°شمالی ۱۲۱٫۶°شرقی | ۲۲۱ کیلومتر (۱۳۷ مایل) |                 | [ ۱ ]       |
| ۱۴ دسامبر ۱۶۲۹  | ۱۶:۱۹:۰۷           | ۱۲۶        | حلقه‌ای | ۰٫۹۵۱۳ | ۰۵ دقیقه ۳۸ ثانیه | ۲۷°۳۶′جنوبی ۶۶°۱۲′غربی / ۲۷٫۶°جنوبی ۶۶٫۲°غربی   | ۱۷۹ کیلومتر (۱۱۱ مایل) |                 | [ ۱ ]       |
| ۱۰ ژوئن ۱۶۳۰    | ۱۷:۴۱:۰۷           | ۱۳۱        | مرکب   | ۱٫۰۱۲۲ | ۰۰ دقیقه ۵۵ ثانیه | ۶۰°۵۴′شمالی ۹۸°۱۸′غربی / ۶۰٫۹°شمالی ۹۸٫۳°غربی   | ۵۴ کیلومتر (۳۴ مایل)   |                 | [ ۱ ]       |
| ۴ دسامبر ۱۶۳۰   | ۰۰:۳۸:۵۹           | ۱۳۶        | مرکب   | ۱٫۰۰۱۷ | ۰۰ دقیقه ۰۷ ثانیه | ۶۸°۴۲′جنوبی ۱۳۹°۳۶′شرقی / ۶۸٫۷°جنوبی ۱۳۹٫۶°شرقی | ۹ کیلومتر (۵٫۶ مایل)   |                 | [ ۱ ]       |
| ۱ مه ۱۶۳۱       | ۰۹:۳۹:۲۳           | ۱۰۳        | جزئی   | ۰٫۲۶۷۷ | —                 | ۶۲°۰۰′جنوبی ۹۴°۱۲′شرقی / ۶۲٫۰°جنوبی ۹۴٫۲°شرقی   | —                      |                 | [ ۱ ]       |
| ۳۱ مه ۱۶۳۱      | ۰۰:۲۵:۳۸           | ۱۴۱        | جزئی   | ۰٫۱۹۹۶ | —                 | ۶۴°۰۶′شمالی ۲۷°۳۶′شرقی / ۶۴٫۱°شمالی ۲۷٫۶°شرقی   | —                      |                 | [ ۱ ]       |
| ۲۵ اکتبر ۱۶۳۱   | ۰۵:۰۴:۱۵           | ۱۰۸        | جزئی   | ۰٫۵۳۸۴ | —                 | ۶۱°۴۲′شمالی ۱۶۷°۰۰′شرقی / ۶۱٫۷°شمالی ۱۶۷٫۰°شرقی | —                      |                 | [ ۱ ]       |
| ۲۳ نوامبر ۱۶۳۱  | ۱۴:۵۳:۴۴           | ۱۴۶        | جزئی   | ۰٫۲۷۲۳ | —                 | ۶۳°۳۰′جنوبی ۱۷۵°۲۴′شرقی / ۶۳٫۵°جنوبی ۱۷۵٫۴°شرقی | —                      |                 | [ ۱ ]       |
| ۱۹ آوریل ۱۶۳۲   | ۰۹:۵۴:۳۰           | ۱۱۳        | حلقه‌ای | ۰٫۹۴۴۷ | ۰۶ دقیقه ۰۳ ثانیه | ۲۶°۲۴′جنوبی ۵۰°۴۸′شرقی / ۲۶٫۴°جنوبی ۵۰٫۸°شرقی   | ۲۶۷ کیلومتر (۱۶۶ مایل) |                 | [ ۱ ]       |
| ۱۳ اکتبر ۱۶۳۲   | ۲۰:۰۹:۳۹           | ۱۱۸        | کامل   | ۱٫۰۲۲۰ | ۰۱ دقیقه ۵۵ ثانیه | ۲۳°۴۲′شمالی ۱۰۸°۱۲′غربی / ۲۳٫۷°شمالی ۱۰۸٫۲°غربی | ۹۱ کیلومتر (۵۷ مایل)   |                 | [ ۱ ]       |
| ۸ آوریل ۱۶۳۳    | ۱۴:۳۷:۰۶           | ۱۲۳        | حلقه‌ای | ۰٫۹۹۱۳ | ۰۰ دقیقه ۵۱ ثانیه | ۱۲°۲۴′شمالی ۴۱°۱۲′غربی / ۱۲٫۴°شمالی ۴۱٫۲°غربی   | ۳۱ کیلومتر (۱۹ مایل)   |                 | [ ۱ ]       |
| ۳ اکتبر ۱۶۳۳    | ۰۶:۰۰:۳۷           | ۱۲۸        | حلقه‌ای | ۰٫۹۷۲۶ | ۰۲ دقیقه ۴۸ ثانیه | ۱۱°۱۲′جنوبی ۸۳°۲۴′شرقی / ۱۱٫۲°جنوبی ۸۳٫۴°شرقی   | ۹۹ کیلومتر (۶۲ مایل)   |                 | [ ۱ ]       |
| ۲۹ مارس ۱۶۳۴    | ۰۲:۲۵:۱۱           | ۱۳۳        | کامل   | ۱٫۰۳۴۶ | ۰۲ دقیقه ۲۴ ثانیه | ۴۸°۴۲′شمالی ۱۰۸°۳۶′شرقی / ۴۸٫۷°شمالی ۱۰۸٫۶°شرقی | ۱۹۸ کیلومتر (۱۲۳ مایل) |                 | [ ۱ ]       |
| ۲۲ سپتامبر ۱۶۳۴ | ۰۸:۴۷:۰۴           | ۱۳۸        | حلقه‌ای | ۰٫۹۳۰۰ | ۰۶ دقیقه ۰۳ ثانیه | ۵۱°۳۰′جنوبی ۲°۱۸′شرقی / ۵۱٫۵°جنوبی ۲٫۳°شرقی     | ۵۷۲ کیلومتر (۳۵۵ مایل) |                 | [ ۱ ]       |
| ۱۷ فوریه ۱۶۳۵   | ۰۸:۵۷:۲۴           | ۱۰۵        | جزئی   | ۰٫۷۴۴۰ | —                 | ۶۱°۳۶′جنوبی ۱۶۲°۴۲′شرقی / ۶۱٫۶°جنوبی ۱۶۲٫۷°شرقی | —                      |                 | [ ۱ ]       |
| ۱۸ مارس ۱۶۳۵    | ۱۸:۲۴:۵۳           | ۱۴۳        | جزئی   | ۰٫۰۹۷۳ | —                 | ۶۱°۰۶′شمالی ۱۷۷°۴۲′شرقی / ۶۱٫۱°شمالی ۱۷۷٫۷°شرقی | —                      |                 | [ ۱ ]       |
| ۱۲ اوت ۱۶۳۵     | ۱۸:۲۰:۱۰           | ۱۱۰        | جزئی   | ۰٫۵۵۱۴ | —                 | ۶۲°۰۶′شمالی ۲۶°۳۶′شرقی / ۶۲٫۱°شمالی ۲۶٫۶°شرقی   | —                      |                 | [ ۱ ]       |
| ۶ فوریه ۱۶۳۶    | ۲۲:۱۴:۳۳           | ۱۱۵        | حلقه‌ای | ۰٫۹۹۴۳ | ۰۰ دقیقه ۲۹ ثانیه | ۴۱°۳۶′جنوبی ۱۳۴°۴۲′غربی / ۴۱٫۶°جنوبی ۱۳۴٫۷°غربی | ۲۳ کیلومتر (۱۴ مایل)   |                 | [ ۱ ]       |
| ۱ اوت ۱۶۳۶      | ۰۲:۵۸:۱۵           | ۱۲۰        | کامل   | ۱٫۰۲۷۵ | ۰۲ دقیقه ۱۵ ثانیه | ۴۱°۳۰′شمالی ۱۴۸°۵۴′شرقی / ۴۱٫۵°شمالی ۱۴۸٫۹°شرقی | ۱۰۳ کیلومتر (۶۴ مایل)  |                 | [ ۱ ]       |
| ۲۶ ژانویه ۱۶۳۷  | ۰۴:۴۸:۳۲           | ۱۲۵        | حلقه‌ای | ۰٫۹۴۱۲ | ۰۷ دقیقه ۱۲ ثانیه | ۶°۲۴′جنوبی ۱۰۷°۰۰′شرقی / ۶٫۴°جنوبی ۱۰۷٫۰°شرقی   | ۲۲۳ کیلومتر (۱۳۹ مایل) |                 | [ ۱ ]       |
| ۲۱ ژوئیه ۱۶۳۷   | ۱۷:۵۷:۰۸           | ۱۳۰        | کامل   | ۱٫۰۷۳۱ | ۰۶ دقیقه ۳۷ ثانیه | ۱°۴۸′شمالی ۹۳°۲۴′غربی / ۱٫۸°شمالی ۹۳٫۴°غربی     | ۲۵۱ کیلومتر (۱۵۶ مایل) |                 | [ ۱ ]       |
| ۱۵ ژانویه ۱۶۳۸  | ۰۴:۵۱:۵۳           | ۱۳۵        | حلقه‌ای | ۰٫۹۰۹۰ | ۱۰ دقیقه ۰۰ ثانیه | ۴۴°۰۰′شمالی ۸۸°۵۴′شرقی / ۴۴٫۰°شمالی ۸۸٫۹°شرقی   | ۹۰۷ کیلومتر (۵۶۴ مایل) |                 | [ ۱ ]       |
| ۱۲ ژوئن ۱۶۳۸    | ۰۳:۵۵:۴۴           | ۱۰۲        | جزئی   | ۰٫۱۳۷۰ | —                 | ۶۶°۴۸′شمالی ۶۲°۵۴′غربی / ۶۶٫۸°شمالی ۶۲٫۹°غربی   | —                      |                 | [ ۱ ]       |
| ۱۱ ژوئیه ۱۶۳۸   | ۱۱:۱۱:۵۲           | ۱۴۰        | جزئی   | ۰٫۸۹۱۷ | —                 | ۶۴°۱۲′جنوبی ۱۹°۰۰′غربی / ۶۴٫۲°جنوبی ۱۹٫۰°غربی   | —                      |                 | [ ۱ ]       |
| ۵ دسامبر ۱۶۳۸   | ۱۲:۳۶:۳۵           | ۱۰۷        | جزئی   | ۰٫۳۱۴۳ | —                 | ۶۷°۳۰′جنوبی ۱۷۳°۰۰′شرقی / ۶۷٫۵°جنوبی ۱۷۳٫۰°شرقی | —                      |                 | [ ۱ ]       |
| ۴ ژانویه ۱۶۳۹   | ۰۴:۵۶:۱۹           | ۱۴۵        | جزئی   | ۰٫۰۰۰۹ | —                 | ۶۴°۳۶′شمالی ۸۰°۰۰′شرقی / ۶۴٫۶°شمالی ۸۰٫۰°شرقی   | —                      |                 | [ ۱ ]       |
| ۱ ژوئن ۱۶۳۹     | ۱۵:۵۵:۱۶           | ۱۱۲        | حلقه‌ای | ۰٫۹۹۳۰ | ۰۰ دقیقه ۳۱ ثانیه | ۷۱°۴۲′شمالی ۶۵°۱۸′غربی / ۷۱٫۷°شمالی ۶۵٫۳°غربی   | ۳۸ کیلومتر (۲۴ مایل)   |                 | [ ۱ ]       |
| ۲۴ نوامبر ۱۶۳۹  | ۲۲:۵۸:۵۵           | ۱۱۷        | کامل   | ۱٫۰۱۹۷ | ۰۱ دقیقه ۲۷ ثانیه | ۵۹°۳۶′جنوبی ۱۷۴°۴۲′غربی / ۵۹٫۶°جنوبی ۱۷۴٫۷°غربی | ۸۷ کیلومتر (۵۴ مایل)   |                 | [ ۱ ]       |
| ۲۰ مه ۱۶۴۰      | ۲۰:۳۷:۵۲           | ۱۲۲        | حلقه‌ای | ۰٫۹۵۳۳ | ۰۶ دقیقه ۰۰ ثانیه | ۲۰°۲۴′شمالی ۱۳۰°۱۲′غربی / ۲۰٫۴°شمالی ۱۳۰٫۲°غربی | ۱۷۱ کیلومتر (۱۰۶ مایل) |                 | [ ۱ ]       |
| ۱۳ نوامبر ۱۶۴۰  | ۱۴:۱۱:۱۹           | ۱۲۷        | کامل   | ۱٫۰۵۲۲ | ۰۴ دقیقه ۵۰ ثانیه | ۱۴°۴۸′جنوبی ۳۵°۴۸′غربی / ۱۴٫۸°جنوبی ۳۵٫۸°غربی   | ۱۷۳ کیلومتر (۱۰۷ مایل) |                 | [ ۱ ]       |
| ۹ مه ۱۶۴۱       | ۲۱:۰۱:۱۹           | ۱۳۲        | حلقه‌ای | ۰٫۹۴۲۵ | ۰۶ دقیقه ۵۶ ثانیه | ۳۰°۴۸′جنوبی ۱۲۷°۱۸′غربی / ۳۰٫۸°جنوبی ۱۲۷٫۳°غربی | ۳۲۱ کیلومتر (۱۹۹ مایل) |                 | [ ۱ ]       |
| ۳ نوامبر ۱۶۴۱   | ۰۵:۴۰:۰۹           | ۱۳۷        | کامل   | ۱٫۰۲۵۲ | ۰۲ دقیقه ۱۵ ثانیه | ۳۳°۰۰′شمالی ۱۰۲°۳۰′شرقی / ۳۳٫۰°شمالی ۱۰۲٫۵°شرقی | ۱۳۰ کیلومتر (۸۱ مایل)  |                 | [ ۱ ]       |
| ۳۰ مارس ۱۶۴۲    | ۱۲:۲۹:۲۹           | ۱۰۴        | جزئی   | ۰٫۴۶۶۸ | —                 | ۷۱°۵۴′شمالی ۱۰۸°۰۰′غربی / ۷۱٫۹°شمالی ۱۰۸٫۰°غربی | —                      |                 | [ ۱ ]       |
| ۲۹ آوریل ۱۶۴۲   | ۰۰:۲۹:۴۳           | ۱۴۲        | جزئی   | ۰٫۱۶۶۰ | —                 | ۷۰°۳۶′جنوبی ۱۴۴°۴۲′غربی / ۷۰٫۶°جنوبی ۱۴۴٫۷°غربی | —                      |                 | [ ۱ ]       |
| ۲۴ سپتامبر ۱۶۴۲ | ۰۲:۳۷:۳۷           | ۱۰۹        | جزئی   | ۰٫۴۱۹۹ | —                 | ۷۲°۰۶′جنوبی ۴۷°۳۶′شرقی / ۷۲٫۱°جنوبی ۴۷٫۶°شرقی   | —                      |                 | [ ۱ ]       |
| ۲۳ اکتبر ۱۶۴۲   | ۱۶:۴۸:۳۶           | ۱۴۷        | جزئی   | ۰٫۰۵۵۱ | —                 | ۷۱°۰۰′شمالی ۲۲°۳۰′غربی / ۷۱٫۰°شمالی ۲۲٫۵°غربی   | —                      |                 | [ ۱ ]       |
| ۲۰ مارس ۱۶۴۳    | ۰۱:۴۷:۱۹           | ۱۱۴        | کامل   | ۱٫۰۴۷۹ | ۰۴ دقیقه ۰۲ ثانیه | ۳۰°۰۰′شمالی ۱۴۴°۳۶′شرقی / ۳۰٫۰°شمالی ۱۴۴٫۶°شرقی | ۱۸۶ کیلومتر (۱۱۶ مایل) |                 | [ ۱ ]       |
| ۱۳ سپتامبر ۱۶۴۳ | ۰۴:۰۱:۲۱           | ۱۱۹        | حلقه‌ای | ۰٫۹۳۴۳ | ۰۷ دقیقه ۳۵ ثانیه | ۳۲°۱۸′جنوبی ۱۰۶°۱۸′شرقی / ۳۲٫۳°جنوبی ۱۰۶٫۳°شرقی | ۳۰۷ کیلومتر (۱۹۱ مایل) |                 | [ ۱ ]       |
| ۸ مارس ۱۶۴۴     | ۱۸:۰۲:۴۳           | ۱۲۴        | کامل   | ۱٫۰۵۵۵ | ۰۴ دقیقه ۵۷ ثانیه | ۱۴°۰۰′جنوبی ۸۴°۴۲′غربی / ۱۴٫۰°جنوبی ۸۴٫۷°غربی   | ۱۸۶ کیلومتر (۱۱۶ مایل) |                 | [ ۱ ]       |
| ۱ سپتامبر ۱۶۴۴  | ۰۴:۴۵:۲۸           | ۱۲۹        | حلقه‌ای | ۰٫۹۵۸۴ | ۰۵ دقیقه ۰۰ ثانیه | ۱۵°۲۴′شمالی ۱۱۰°۵۴′شرقی / ۱۵٫۴°شمالی ۱۱۰٫۹°شرقی | ۱۵۲ کیلومتر (۹۴ مایل)  |                 | [ ۱ ]       |
| ۲۶ فوریه ۱۶۴۵   | ۰۸:۳۵:۰۶           | ۱۳۴        | مرکب   | ۱٫۰۰۴۳ | ۰۰ دقیقه ۱۷ ثانیه | ۶۶°۴۲′جنوبی ۹۴°۱۸′شرقی / ۶۶٫۷°جنوبی ۹۴٫۳°شرقی   | ۳۴ کیلومتر (۲۱ مایل)   |                 | [ ۱ ]       |
| ۲۱ اوت ۱۶۴۵     | ۱۱:۳۴:۱۸           | ۱۳۹        | مرکب   | ۱٫۰۰۴۰ | ۰۰ دقیقه ۱۶ ثانیه | ۶۸°۱۲′شمالی ۴۳°۴۲′شرقی / ۶۸٫۲°شمالی ۴۳٫۷°شرقی   | ۲۸ کیلومتر (۱۷ مایل)   |                 | [ ۱ ]       |
| ۱۶ ژانویه ۱۶۴۶  | ۲۳:۵۹:۱۷           | ۱۰۶        | جزئی   | ۰٫۴۵۷۴ | —                 | ۶۸°۳۰′شمالی ۱۶۷°۴۸′شرقی / ۶۸٫۵°شمالی ۱۶۷٫۸°شرقی | —                      |                 | [ ۱ ]       |
| ۱۲ ژوئیه ۱۶۴۶   | ۱۸:۱۸:۱۹           | ۱۱۱        | کامل   | ۱٫۰۶۵۸ | ۰۴ دقیقه ۴۴ ثانیه | ۵۳°۱۲′جنوبی ۹۸°۰۰′غربی / ۵۳٫۲°جنوبی ۹۸٫۰°غربی   | ۸۳۴ کیلومتر (۵۱۸ مایل) |                 | [ ۱ ]       |
| ۵ ژانویه ۱۶۴۷   | ۲۳:۱۰:۵۹           | ۱۱۶        | حلقه‌ای | ۰٫۹۱۶۱ | ۱۱ دقیقه ۵۰ ثانیه | ۱۶°۵۴′شمالی ۱۶۶°۳۰′غربی / ۱۶٫۹°شمالی ۱۶۶٫۵°غربی | ۴۱۳ کیلومتر (۲۵۷ مایل) |                 | [ ۱ ]       |
| ۲ ژوئیه ۱۶۴۷    | ۱۱:۲۱:۲۱           | ۱۲۱        | کامل   | ۱٫۰۶۴۳ | ۰۶ دقیقه ۱۵ ثانیه | ۹°۳۶′شمالی ۱۱°۰۰′شرقی / ۹٫۶°شمالی ۱۱٫۰°شرقی     | ۲۱۷ کیلومتر (۱۳۵ مایل) |                 | [ ۱ ]       |
| ۲۶ دسامبر ۱۶۴۷  | ۰۰:۳۸:۳۵           | ۱۲۶        | حلقه‌ای | ۰٫۹۵۳۵ | ۰۵ دقیقه ۲۵ ثانیه | ۲۷°۲۴′جنوبی ۱۷۰°۳۶′شرقی / ۲۷٫۴°جنوبی ۱۷۰٫۶°شرقی | ۱۷۰ کیلومتر (۱۱۰ مایل) |                 | [ ۱ ]       |
| ۲۱ ژوئن ۱۶۴۸    | ۰۰:۴۳:۲۲           | ۱۳۱        | مرکب   | ۱٫۰۱۰۲ | ۰۰ دقیقه ۴۹ ثانیه | ۵۶°۴۲′شمالی ۱۶۴°۰۰′شرقی / ۵۶٫۷°شمالی ۱۶۴٫۰°شرقی | ۴۲ کیلومتر (۲۶ مایل)   |                 | [ ۱ ]       |
| ۱۴ دسامبر ۱۶۴۸  | ۰۹:۱۷:۵۵           | ۱۳۶        | مرکب   | ۱٫۰۰۳۵ | ۰۰ دقیقه ۱۴ ثانیه | ۷۰°۵۴′جنوبی ۱۹°۳۶′شرقی / ۷۰٫۹°جنوبی ۱۹٫۶°شرقی   | ۱۸ کیلومتر (۱۱ مایل)   |                 | [ ۱ ]       |
| ۱۱ مه ۱۶۴۹      | ۱۶:۲۲:۰۴           | ۱۰۳        | جزئی   | ۰٫۱۴۲۷ | —                 | ۶۲°۴۲′جنوبی ۱۵°۴۲′غربی / ۶۲٫۷°جنوبی ۱۵٫۷°غربی   | —                      |                 | [ ۱ ]       |
| ۱۰ ژوئن ۱۶۴۹    | ۰۷:۰۲:۳۷           | ۱۴۱        | جزئی   | ۰٫۳۳۴۵ | —                 | ۶۵°۰۰′شمالی ۸۱°۳۰′غربی / ۶۵٫۰°شمالی ۸۱٫۵°غربی   | —                      |                 | [ ۱ ]       |
| ۴ نوامبر ۱۶۴۹   | ۱۳:۳۵:۰۸           | ۱۰۸        | جزئی   | ۰٫۴۹۷۸ | —                 | ۶۲°۱۲′شمالی ۳۰°۱۲′شرقی / ۶۲٫۲°شمالی ۳۰٫۲°شرقی   | —                      |                 | [ ۱ ]       |
| ۳ دسامبر ۱۶۴۹   | ۲۳:۴۰:۳۷           | ۱۴۶        | جزئی   | ۰٫۲۸۹۶ | —                 | ۶۴°۲۴′جنوبی ۳۴°۰۶′شرقی / ۶۴٫۴°جنوبی ۳۴٫۱°شرقی   | —                      |                 | [ ۱ ]       |
| ۳۰ آوریل ۱۶۵۰   | ۱۶:۴۸:۴۹           | ۱۱۳        | حلقه‌ای | ۰٫۹۴۸۱ | ۰۵ دقیقه ۴۳ ثانیه | ۲۸°۳۰′جنوبی ۵۲°۵۴′غربی / ۲۸٫۵°جنوبی ۵۲٫۹°غربی   | ۲۷۴ کیلومتر (۱۷۰ مایل) |                 | [ ۱ ]       |
| ۲۵ اکتبر ۱۶۵۰   | ۰۴:۲۱:۲۵           | ۱۱۸        | کامل   | ۱٫۰۱۵۹ | ۰۱ دقیقه ۲۶ ثانیه | ۲۲°۱۸′شمالی ۱۲۷°۵۴′شرقی / ۲۲٫۳°شمالی ۱۲۷٫۹°شرقی | ۶۸ کیلومتر (۴۲ مایل)   |                 | [ ۱ ]       |
| ۱۹ آوریل ۱۶۵۱   | ۲۲:۰۴:۳۷           | ۱۲۳        | حلقه‌ای | ۰٫۹۹۷۶ | ۰۰ دقیقه ۱۴ ثانیه | ۱۳°۴۲′شمالی ۱۵۲°۲۴′غربی / ۱۳٫۷°شمالی ۱۵۲٫۴°غربی | ۸ کیلومتر (۵٫۰ مایل)   |                 | [ ۱ ]       |
| ۱۴ اکتبر ۱۶۵۱   | ۱۳:۴۰:۵۶           | ۱۲۸        | حلقه‌ای | ۰٫۹۶۶۸ | ۰۳ دقیقه ۲۷ ثانیه | ۱۳°۳۰′جنوبی ۳۱°۱۸′غربی / ۱۳٫۵°جنوبی ۳۱٫۳°غربی   | ۱۲۰ کیلومتر (۷۵ مایل)  |                 | [ ۱ ]       |
| 8 April 1652    | ۱۰:۲۲:۲۸           | ۱۳۳        | کامل   | ۱٫۰۴۱۲ | ۰۲ دقیقه ۴۹ ثانیه | ۴۹°۳۶′شمالی ۸°۵۴′غربی / ۴۹٫۶°شمالی ۸٫۹°غربی     | ۲۱۳ کیلومتر (۱۳۲ مایل) |                 | [ ۱ ]       |
| ۲ اکتبر ۱۶۵۲    | ۱۵:۵۸:۳۰           | ۱۳۸        | حلقه‌ای | ۰٫۹۲۷۵ | ۰۶ دقیقه ۱۹ ثانیه | ۵۱°۱۲′جنوبی ۱۰۲°۴۲′غربی / ۵۱٫۲°جنوبی ۱۰۲٫۷°غربی | ۴۹۷ کیلومتر (۳۰۹ مایل) |                 | [ ۱ ]       |
| ۲۷ فوریه ۱۶۵۳   | ۱۷:۲۸:۵۰           | ۱۰۵        | جزئی   | ۰٫۷۰۴۳ | —                 | ۶۱°۱۸′جنوبی ۲۶°۰۰′شرقی / ۶۱٫۳°جنوبی ۲۶٫۰°شرقی   | —                      |                 | [ ۱ ]       |
| ۲۹ مارس ۱۶۵۳    | ۰۲:۳۸:۰۶           | ۱۴۳        | جزئی   | ۰٫۱۶۲۲ | —                 | ۶۱°۱۲′شمالی ۴۵°۳۶′شرقی / ۶۱٫۲°شمالی ۴۵٫۶°شرقی   | —                      |                 | [ ۱ ]       |
| ۲۳ اوت ۱۶۵۳     | ۰۱:۱۷:۲۶           | ۱۱۰        | جزئی   | ۰٫۴۳۵۶ | —                 | ۶۱°۳۶′شمالی ۸۶°۴۲′غربی / ۶۱٫۶°شمالی ۸۶٫۷°غربی   | —                      |                 | [ ۱ ]       |
| ۲۱ سپتامبر ۱۶۵۳ | ۱۵:۵۵:۴۴           | ۱۴۸        | جزئی   | ۰٫۰۳۲۴ | —                 | ۶۱°۰۰′جنوبی ۱۴۹°۴۲′غربی / ۶۱٫۰°جنوبی ۱۴۹٫۷°غربی | —                      |                 | [ ۱ ]       |
| ۱۷ فوریه ۱۶۵۴   | ۰۶:۳۶:۳۸           | ۱۱۵        | حلقه‌ای | ۰٫۹۹۳۳ | ۰۰ دقیقه ۳۴ ثانیه | ۳۸°۱۸′جنوبی ۱۰۰°۵۴′شرقی / ۳۸٫۳°جنوبی ۱۰۰٫۹°شرقی | ۲۷ کیلومتر (۱۷ مایل)   |                 | [ ۱ ]       |
| 12 August 1654  | ۱۰:۱۷:۴۳           | ۱۲۰        | کامل   | ۱٫۰۲۸۵ | ۰۲ دقیقه ۱۶ ثانیه | ۴۱°۴۲′شمالی ۴۲°۳۰′شرقی / ۴۱٫۷°شمالی ۴۲٫۵°شرقی   | ۱۱۰ کیلومتر (۶۸ مایل)  |                 | [ ۱ ]       |
| ۶ فوریه ۱۶۵۵    | ۱۲:۵۱:۵۴           | ۱۲۵        | حلقه‌ای | ۰٫۹۴۰۸ | ۰۷ دقیقه ۰۳ ثانیه | ۴°۱۸′جنوبی ۱۴°۰۰′غربی / ۴٫۳°جنوبی ۱۴٫۰°غربی     | ۲۲۴ کیلومتر (۱۳۹ مایل) |                 | [ ۱ ]       |
| ۲ اوت ۱۶۵۵      | ۰۱:۲۸:۳۶           | ۱۳۰        | کامل   | ۱٫۰۷۳۵ | ۰۶ دقیقه ۲۸ ثانیه | ۳°۴۲′شمالی ۱۵۴°۰۰′شرقی / ۳٫۷°شمالی ۱۵۴٫۰°شرقی   | ۲۴۷ کیلومتر (۱۵۳ مایل) |                 | [ ۱ ]       |
| ۲۶ ژانویه ۱۶۵۶  | ۱۲:۴۸:۱۰           | ۱۳۵        | حلقه‌ای | ۰٫۹۱۰۶ | ۰۹ دقیقه ۳۸ ثانیه | ۴۳°۱۲′شمالی ۳۴°۰۶′غربی / ۴۳٫۲°شمالی ۳۴٫۱°غربی   | ۸۲۰ کیلومتر (۵۱۰ مایل) |                 | [ ۱ ]       |
| ۲۱ ژوئیه ۱۶۵۶   | ۱۸:۳۹:۴۸           | ۱۴۰        | کامل   | ۱٫۰۲۴۴ | —                 | ۶۳°۲۴′جنوبی ۱۴۰°۴۲′غربی / ۶۳٫۴°جنوبی ۱۴۰٫۷°غربی | —                      |                 | [ ۱ ]       |
| ۱۵ دسامبر ۱۶۵۶  | ۲۰:۵۹:۵۲           | ۱۰۷        | جزئی   | ۰٫۳۱۰۲ | —                 | ۶۶°۲۴′جنوبی ۳۶°۱۸′شرقی / ۶۶٫۴°جنوبی ۳۶٫۳°شرقی   | —                      |                 | [ ۱ ]       |
| ۱۴ ژانویه ۱۶۵۷  | ۱۳:۰۸:۱۱           | ۱۴۵        | جزئی   | ۰٫۰۱۷۱ | —                 | ۶۳°۴۲′شمالی ۵۲°۴۲′غربی / ۶۳٫۷°شمالی ۵۲٫۷°غربی   | —                      |                 | [ ۱ ]       |
| ۱۱ ژوئن ۱۶۵۷    | ۲۲:۵۲:۰۹           | ۱۱۲        | حلقه‌ای | ۰٫۹۸۸۸ | ۰۰ دقیقه ۴۵ ثانیه | ۸۰°۳۰′شمالی ۱۵۳°۴۲′غربی / ۸۰٫۵°شمالی ۱۵۳٫۷°غربی | ۷۳ کیلومتر (۴۵ مایل)   |                 | [ ۱ ]       |
| ۵ دسامبر ۱۶۵۷   | ۰۷:۳۹:۳۶           | ۱۱۷        | کامل   | ۱٫۰۲۰۵ | ۰۱ دقیقه ۲۹ ثانیه | ۶۲°۰۶′جنوبی ۶۱°۱۸′شرقی / ۶۲٫۱°جنوبی ۶۱٫۳°شرقی   | ۹۱ کیلومتر (۵۷ مایل)   |                 | [ ۱ ]       |
| ۱ ژوئن ۱۶۵۸     | ۰۳:۱۱:۳۸           | ۱۲۲        | حلقه‌ای | ۰٫۹۵۳۲ | ۰۵ دقیقه ۴۹ ثانیه | ۲۷°۰۰′شمالی ۱۳۱°۱۸′شرقی / ۲۷٫۰°شمالی ۱۳۱٫۳°شرقی | ۱۷۲ کیلومتر (۱۰۷ مایل) |                 | [ ۱ ]       |
| ۲۴ نوامبر ۱۶۵۸  | ۲۲:۵۴:۴۲           | ۱۲۷        | کامل   | ۱٫۰۵۰۲ | ۰۴ دقیقه ۴۰ ثانیه | ۱۸°۰۰′جنوبی ۱۶۶°۲۴′غربی / ۱۸٫۰°جنوبی ۱۶۶٫۴°غربی | ۱۶۷ کیلومتر (۱۰۴ مایل) |                 | [ ۱ ]       |
| ۲۱ مه ۱۶۵۹      | ۰۳:۳۸:۵۳           | ۱۳۲        | حلقه‌ای | ۰٫۹۴۶۹ | ۰۶ دقیقه ۵۱ ثانیه | ۲۲°۱۲′جنوبی ۱۲۹°۱۲′شرقی / ۲۲٫۲°جنوبی ۱۲۹٫۲°شرقی | ۲۶۴ کیلومتر (۱۶۴ مایل) |                 | [ ۱ ]       |
| ۱۴ نوامبر ۱۶۵۹  | ۱۴:۱۰:۰۸           | ۱۳۷        | کامل   | ۱٫۰۲۰۸ | ۰۱ دقیقه ۵۶ ثانیه | ۲۹°۱۲′شمالی ۲۸°۱۲′غربی / ۲۹٫۲°شمالی ۲۸٫۲°غربی   | ۱۰۶ کیلومتر (۶۶ مایل)  |                 | [ ۱ ]       |
| ۹ آوریل ۱۶۶۰    | ۲۰:۱۰:۱۱           | ۱۰۴        | جزئی   | ۰٫۳۹۰۶ | —                 | ۷۱°۳۰′شمالی ۱۲۲°۵۴′شرقی / ۷۱٫۵°شمالی ۱۲۲٫۹°شرقی | —                      |                 | [ ۱ ]       |
| ۹ مه ۱۶۶۰       | ۰۷:۳۶:۴۵           | ۱۴۲        | جزئی   | ۰٫۲۸۶۸ | —                 | ۶۹°۴۲′جنوبی ۹۵°۵۴′شرقی / ۶۹٫۷°جنوبی ۹۵٫۹°شرقی   | —                      |                 | [ ۱ ]       |
| ۴ اکتبر ۱۶۶۰    | ۱۰:۰۳:۴۳           | ۱۰۹        | جزئی   | ۰٫۳۴۰۱ | —                 | ۷۲°۰۰′جنوبی ۷۸°۱۲′غربی / ۷۲٫۰°جنوبی ۷۸٫۲°غربی   | —                      |                 | [ ۱ ]       |
| ۳ نوامبر ۱۶۶۰   | ۰۰:۵۰:۳۹           | ۱۴۷        | جزئی   | ۰٫۰۸۹۸ | —                 | ۷۰°۱۸′شمالی ۱۵۶°۱۲′غربی / ۷۰٫۳°شمالی ۱۵۶٫۲°غربی | —                      |                 | [ ۱ ]       |
| ۳۰ مارس ۱۶۶۱    | ۰۹:۵۵:۲۴           | ۱۱۴        | کامل   | ۱٫۰۵۲۴ | ۰۴ دقیقه ۱۲ ثانیه | ۳۶°۴۲′شمالی ۲۰°۱۲′شرقی / ۳۶٫۷°شمالی ۲۰٫۲°شرقی   | ۲۰۹ کیلومتر (۱۳۰ مایل) |                 | [ ۱ ]       |
| ۲۳ سپتامبر ۱۶۶۱ | ۱۱:۰۲:۳۴           | ۱۱۹        | حلقه‌ای | ۰٫۹۳۰۶ | ۰۷ دقیقه ۲۹ ثانیه | ۴۰°۱۸′جنوبی ۳°۰۰′غربی / ۴۰٫۳°جنوبی ۳٫۰°غربی     | ۳۴۷ کیلومتر (۲۱۶ مایل) |                 | [ ۱ ]       |
| ۲۰ مارس ۱۶۶۲    | ۰۲:۲۱:۴۹           | ۱۲۴        | کامل   | ۱٫۰۵۷۶ | ۰۵ دقیقه ۱۲ ثانیه | ۷°۵۴′جنوبی ۱۴۹°۰۶′شرقی / ۷٫۹°جنوبی ۱۴۹٫۱°شرقی   | ۱۹۱ کیلومتر (۱۱۹ مایل) |                 | [ ۱ ]       |
| ۱۲ سپتامبر ۱۶۶۲ | ۱۱:۵۰:۴۵           | ۱۲۹        | حلقه‌ای | ۰٫۹۵۸۱ | ۰۵ دقیقه ۰۵ ثانیه | ۷°۵۴′شمالی ۲°۳۶′شرقی / ۷٫۹°شمالی ۲٫۶°شرقی       | ۱۵۳ کیلومتر (۹۵ مایل)  |                 | [ ۱ ]       |
| ۹ مارس ۱۶۶۳     | ۱۶:۴۸:۴۱           | ۱۳۴        | مرکب   | ۱٫۰۰۴۹ | ۰۰ دقیقه ۲۱ ثانیه | ۶۰°۳۰′جنوبی ۳۷°۰۶′غربی / ۶۰٫۵°جنوبی ۳۷٫۱°غربی   | ۳۵ کیلومتر (۲۲ مایل)   |                 | [ ۱ ]       |
| ۱ سپتامبر ۱۶۶۳  | ۱۸:۵۹:۰۸           | ۱۳۹        | مرکب   | ۱٫۰۰۶۵ | ۰۰ دقیقه ۲۹ ثانیه | ۵۸°۳۶′شمالی ۷۸°۵۴′غربی / ۵۸٫۶°شمالی ۷۸٫۹°غربی   | ۳۸ کیلومتر (۲۴ مایل)   |                 | [ ۱ ]       |
| ۲۸ ژانویه ۱۶۶۴  | ۰۸:۰۲:۳۱           | ۱۰۶        | جزئی   | ۰٫۴۳۷۶ | —                 | ۶۹°۳۶′شمالی ۳۵°۰۰′شرقی / ۶۹٫۶°شمالی ۳۵٫۰°شرقی   | —                      |                 | [ ۱ ]       |
| ۲۳ ژوئیه ۱۶۶۴   | ۰۱:۴۸:۴۶           | ۱۱۱        | جزئی   | ۰٫۹۵۸۱ | —                 | ۶۸°۴۸′جنوبی ۱۳۴°۴۲′شرقی / ۶۸٫۸°جنوبی ۱۳۴٫۷°شرقی | —                      |                 | [ ۱ ]       |
| ۲۱ اوت ۱۶۶۴     | ۰۸:۵۸:۲۳           | ۱۴۹        | جزئی   | ۰٫۰۸۴۴ | —                 | ۷۱°۰۰′شمالی ۱۷۳°۴۸′شرقی / ۷۱٫۰°شمالی ۱۷۳٫۸°شرقی | —                      |                 | [ ۱ ]       |
| ۱۶ ژانویه ۱۶۶۵  | ۰۷:۱۱:۵۱           | ۱۱۶        | حلقه‌ای | ۰٫۹۱۷۴ | ۱۱ دقیقه ۲۴ ثانیه | ۱۹°۰۶′شمالی ۷۱°۱۲′شرقی / ۱۹٫۱°شمالی ۷۱٫۲°شرقی   | ۴۰۹ کیلومتر (۲۵۴ مایل) |                 | [ ۱ ]       |
| ۱۲ ژوئیه ۱۶۶۵   | ۱۸:۴۴:۰۶           | ۱۲۱        | کامل   | ۱٫۰۶۱۱ | ۰۶ دقیقه ۰۲ ثانیه | ۳°۵۴′شمالی ۱۰۰°۳۶′غربی / ۳٫۹°شمالی ۱۰۰٫۶°غربی   | ۲۱۱ کیلومتر (۱۳۱ مایل) |                 | [ ۱ ]       |
| ۵ ژانویه ۱۶۶۶   | ۰۸:۵۸:۵۱           | ۱۲۶        | حلقه‌ای | ۰٫۹۵۶۲ | ۰۵ دقیقه ۰۷ ثانیه | ۲۶°۱۸′جنوبی ۴۷°۰۶′شرقی / ۲۶٫۳°جنوبی ۴۷٫۱°شرقی   | ۱۶۰ کیلومتر (۹۹ مایل)  |                 | [ ۱ ]       |
| ۲ ژوئیه ۱۶۶۶    | ۰۷:۴۲:۳۰           | ۱۳۱        | مرکب   | ۱٫۰۰۷۵ | ۰۰ دقیقه ۳۹ ثانیه | ۵۱°۲۴′شمالی ۶۴°۲۴′شرقی / ۵۱٫۴°شمالی ۶۴٫۴°شرقی   | ۲۹ کیلومتر (۱۸ مایل)   |                 | [ ۱ ]       |
| ۲۵ دسامبر ۱۶۶۶  | ۱۷:۵۹:۱۶           | ۱۳۶        | مرکب   | ۱٫۰۰۵۸ | ۰۰ دقیقه ۲۴ ثانیه | ۷۱°۳۶′جنوبی ۹۸°۱۸′غربی / ۷۱٫۶°جنوبی ۹۸٫۳°غربی   | ۳۰ کیلومتر (۱۹ مایل)   |                 | [ ۱ ]       |
| ۲۲ مه ۱۶۶۷      | ۲۲:۵۸:۰۰           | ۱۰۳        | جزئی   | ۰٫۰۱۰۲ | —                 | ۶۳°۳۰′جنوبی ۱۲۴°۰۰′غربی / ۶۳٫۵°جنوبی ۱۲۴٫۰°غربی | —                      |                 | [ ۱ ]       |
| ۲۱ ژوئن ۱۶۶۷    | ۱۳:۳۶:۰۷           | ۱۴۱        | جزئی   | ۰٫۴۷۳۲ | —                 | ۶۵°۵۴′شمالی ۱۷۰°۰۶′شرقی / ۶۵٫۹°شمالی ۱۷۰٫۱°شرقی | —                      |                 | [ ۱ ]       |
| ۱۵ نوامبر ۱۶۶۷  | ۲۲:۱۲:۰۶           | ۱۰۸        | جزئی   | ۰٫۴۶۶۷ | —                 | ۶۲°۵۴′شمالی ۱۰۸°۱۲′غربی / ۶۲٫۹°شمالی ۱۰۸٫۲°غربی | —                      |                 | [ ۱ ]       |
| ۱۵ دسامبر ۱۶۶۷  | ۰۸:۲۹:۵۹           | ۱۴۶        | جزئی   | ۰٫۳۰۲۴ | —                 | ۶۵°۱۸′جنوبی ۱۰۸°۱۲′غربی / ۶۵٫۳°جنوبی ۱۰۸٫۲°غربی | —                      |                 | [ ۱ ]       |
| ۱۰ مه ۱۶۶۸      | ۲۳:۳۷:۲۴           | ۱۱۳        | حلقه‌ای | ۰٫۹۵۱۰ | ۰۵ دقیقه ۲۱ ثانیه | ۳۲°۱۸′جنوبی ۱۵۵°۲۴′غربی / ۳۲٫۳°جنوبی ۱۵۵٫۴°غربی | ۲۹۶ کیلومتر (۱۸۴ مایل) |                 | [ ۱ ]       |
| ۴ نوامبر ۱۶۶۸   | ۱۲:۴۰:۰۵           | ۱۱۸        | مرکب   | ۱٫۰۱۰۲ | ۰۰ دقیقه ۵۷ ثانیه | ۲۱°۰۶′شمالی ۱°۴۸′شرقی / ۲۱٫۱°شمالی ۱٫۸°شرقی     | ۴۵ کیلومتر (۲۸ مایل)   |                 | [ ۱ ]       |
| ۳۰ آوریل ۱۶۶۹   | ۰۵:۲۶:۰۷           | ۱۲۳        | مرکب   | ۱٫۰۰۳۶ | ۰۰ دقیقه ۲۲ ثانیه | ۱۴°۰۶′شمالی ۹۸°۱۲′شرقی / ۱۴٫۱°شمالی ۹۸٫۲°شرقی   | ۱۳ کیلومتر (۸٫۱ مایل)  |                 | [ ۱ ]       |
| ۲۴ اکتبر ۱۶۶۹   | ۲۱:۲۸:۰۵           | ۱۲۸        | حلقه‌ای | ۰٫۹۶۱۳ | ۰۴ دقیقه ۰۷ ثانیه | ۱۵°۵۴′جنوبی ۱۴۷°۴۲′غربی / ۱۵٫۹°جنوبی ۱۴۷٫۷°غربی | ۱۴۱ کیلومتر (۸۸ مایل)  |                 | [ ۱ ]       |
| ۱۹ آوریل ۱۶۷۰   | ۱۸:۱۲:۲۰           | ۱۳۳        | کامل   | ۱٫۰۴۷۶ | ۰۳ دقیقه ۱۵ ثانیه | ۵۰°۳۶′شمالی ۱۲۳°۱۸′غربی / ۵۰٫۶°شمالی ۱۲۳٫۳°غربی | ۲۲۵ کیلومتر (۱۴۰ مایل) |                 | [ ۱ ]       |
| ۱۳ اکتبر ۱۶۷۰   | ۲۳:۱۹:۰۰           | ۱۳۸        | حلقه‌ای | ۰٫۹۲۴۷ | ۰۶ دقیقه ۳۴ ثانیه | ۵۲°۲۴′جنوبی ۱۴۹°۰۶′شرقی / ۵۲٫۴°جنوبی ۱۴۹٫۱°شرقی | ۴۶۷ کیلومتر (۲۹۰ مایل) |                 | [ ۱ ]       |
| ۱۱ مارس ۱۶۷۱    | ۰۱:۵۰:۵۸           | ۱۰۵        | جزئی   | ۰٫۶۵۰۴ | —                 | ۶۱°۰۰′جنوبی ۱۰۸°۱۸′غربی / ۶۱٫۰°جنوبی ۱۰۸٫۳°غربی | —                      |                 | [ ۱ ]       |
| ۹ آوریل ۱۶۷۱    | ۱۰:۴۱:۲۵           | ۱۴۳        | جزئی   | ۰٫۲۴۲۳ | —                 | ۶۱°۲۴′شمالی ۸۴°۰۶′غربی / ۶۱٫۴°شمالی ۸۴٫۱°غربی   | —                      |                 | [ ۱ ]       |
| ۳ سپتامبر ۱۶۷۱  | ۰۸:۲۳:۵۷           | ۱۱۰        | جزئی   | ۰٫۳۳۱۸ | —                 | ۶۱°۱۸′شمالی ۱۵۷°۴۸′شرقی / ۶۱٫۳°شمالی ۱۵۷٫۸°شرقی | —                      |                 | [ ۱ ]       |
| ۲ اکتبر ۱۶۷۱    | ۲۳:۱۳:۲۲           | ۱۴۸        | جزئی   | ۰٫۱۱۷۷ | —                 | ۶۱°۰۰′جنوبی ۹۲°۰۶′شرقی / ۶۱٫۰°جنوبی ۹۲٫۱°شرقی   | —                      |                 | [ ۱ ]       |
| ۲۸ فوریه ۱۶۷۲   | ۱۴:۵۰:۴۳           | ۱۱۵        | حلقه‌ای | ۰٫۹۹۲۶ | ۰۰ دقیقه ۳۸ ثانیه | ۳۵°۱۲′جنوبی ۲۲°۰۰′غربی / ۳۵٫۲°جنوبی ۲۲٫۰°غربی   | ۳۰ کیلومتر (۱۹ مایل)   |                 | [ ۱ ]       |
| ۲۲ اوت ۱۶۷۲     | ۱۷:۴۴:۰۶           | ۱۲۰        | کامل   | ۱٫۰۲۸۸ | ۰۲ دقیقه ۱۵ ثانیه | ۴۱°۱۲′شمالی ۶۶°۱۲′غربی / ۴۱٫۲°شمالی ۶۶٫۲°غربی   | ۱۱۷ کیلومتر (۷۳ مایل)  |                 | [ ۱ ]       |
| ۱۶ فوریه ۱۶۷۳   | ۲۰:۴۹:۱۸           | ۱۲۵        | حلقه‌ای | ۰٫۹۴۰۹ | ۰۶ دقیقه ۵۲ ثانیه | ۱°۴۸′جنوبی ۱۳۳°۳۰′غربی / ۱٫۸°جنوبی ۱۳۳٫۵°غربی   | ۲۲۳ کیلومتر (۱۳۹ مایل) |                 | [ ۱ ]       |
| ۱۲ اوت ۱۶۷۳     | ۰۹:۰۴:۰۵           | ۱۳۰        | کامل   | ۱٫۰۷۳۱ | ۰۶ دقیقه ۱۵ ثانیه | ۴°۳۶′شمالی ۴۰°۳۶′شرقی / ۴٫۶°شمالی ۴۰٫۶°شرقی     | ۲۴۲ کیلومتر (۱۵۰ مایل) |                 | [ ۱ ]       |
| ۵ فوریه ۱۶۷۴    | ۲۰:۴۱:۳۵           | ۱۳۵        | حلقه‌ای | ۰٫۹۱۲۹ | ۰۹ دقیقه ۰۹ ثانیه | ۴۲°۴۸′شمالی ۱۵۵°۴۲′غربی / ۴۲٫۸°شمالی ۱۵۵٫۷°غربی | ۷۳۶ کیلومتر (۴۵۷ مایل) |                 | [ ۱ ]       |
| ۲ اوت ۱۶۷۴      | ۰۲:۰۷:۵۷           | ۱۴۰        | کامل   | ۱٫۰۵۶۰ | ۰۴ دقیقه ۰۸ ثانیه | ۴۵°۵۴′جنوبی ۱۲۰°۴۸′شرقی / ۴۵٫۹°جنوبی ۱۲۰٫۸°شرقی | ۴۹۸ کیلومتر (۳۰۹ مایل) |                 | [ ۱ ]       |
| ۲۷ دسامبر ۱۶۷۴  | ۰۵:۲۷:۳۳           | ۱۰۷        | جزئی   | ۰٫۳۱۰۸ | —                 | ۶۵°۲۴′جنوبی ۱۰۰°۵۴′غربی / ۶۵٫۴°جنوبی ۱۰۰٫۹°غربی | —                      |                 | [ ۱ ]       |
| ۲۵ ژانویه ۱۶۷۵  | ۲۱:۱۹:۴۸           | ۱۴۵        | جزئی   | ۰٫۰۳۴۶ | —                 | ۶۲°۵۴′شمالی ۱۷۵°۰۶′شرقی / ۶۲٫۹°شمالی ۱۷۵٫۱°شرقی | —                      |                 | [ ۱ ]       |
| ۲۳ ژوئن ۱۶۷۵    | ۰۵:۴۴:۳۹           | ۱۱۲        | حلقه‌ای | ۰٫۹۸۳۵ | ۰۱ دقیقه ۰۱ ثانیه | ۸۴°۰۶′شمالی ۱۶۶°۰۶′غربی / ۸۴٫۱°شمالی ۱۶۶٫۱°غربی | ۱۵۴ کیلومتر (۹۶ مایل)  |                 | [ ۱ ]       |
| ۱۶ دسامبر ۱۶۷۵  | ۱۶:۲۴:۰۳           | ۱۱۷        | کامل   | ۱٫۰۲۱۸ | ۰۱ دقیقه ۳۳ ثانیه | ۶۳°۰۶′جنوبی ۶۲°۰۰′غربی / ۶۳٫۱°جنوبی ۶۲٫۰°غربی   | ۹۷ کیلومتر (۶۰ مایل)   |                 | [ ۱ ]       |
| ۱۱ ژوئن ۱۶۷۶    | ۰۹:۴۲:۳۷           | ۱۲۲        | حلقه‌ای | ۰٫۹۵۲۷ | ۰۵ دقیقه ۳۸ ثانیه | ۳۳°۰۰′شمالی ۳۴°۳۶′شرقی / ۳۳٫۰°شمالی ۳۴٫۶°شرقی   | ۱۷۶ کیلومتر (۱۰۹ مایل) |                 | [ ۱ ]       |
| ۵ دسامبر ۱۶۷۶   | ۰۷:۴۲:۰۸           | ۱۲۷        | کامل   | ۱٫۰۴۸۶ | ۰۴ دقیقه ۳۰ ثانیه | ۲۰°۱۲′جنوبی ۶۲°۳۰′شرقی / ۲۰٫۲°جنوبی ۶۲٫۵°شرقی   | ۱۶۲ کیلومتر (۱۰۱ مایل) |                 | [ ۱ ]       |
| ۳۱ مه ۱۶۷۷      | ۱۰:۱۳:۵۳           | ۱۳۲        | حلقه‌ای | ۰٫۹۵۱۰ | ۰۶ دقیقه ۳۶ ثانیه | ۱۴°۲۴′جنوبی ۲۷°۳۰′شرقی / ۱۴٫۴°جنوبی ۲۷٫۵°شرقی   | ۲۲۳ کیلومتر (۱۳۹ مایل) |                 | [ ۱ ]       |
| ۲۴ نوامبر ۱۶۷۷  | ۲۲:۴۴:۰۳           | ۱۳۷        | کامل   | ۱٫۰۱۶۶ | ۰۱ دقیقه ۳۶ ثانیه | ۲۶°۱۸′شمالی ۱۵۹°۳۶′غربی / ۲۶٫۳°شمالی ۱۵۹٫۶°غربی | ۸۴ کیلومتر (۵۲ مایل)   |                 | [ ۱ ]       |
| ۲۱ آوریل ۱۶۷۸   | ۰۳:۴۵:۵۰           | ۱۰۴        | جزئی   | ۰٫۳۰۴۹ | —                 | ۷۱°۰۰′شمالی ۴°۳۰′غربی / ۷۱٫۰°شمالی ۴٫۵°غربی     | —                      |                 | [ ۱ ]       |
| ۲۰ مه ۱۶۷۸      | ۱۴:۴۰:۴۲           | ۱۴۲        | جزئی   | ۰٫۴۱۵۸ | —                 | ۶۸°۴۸′جنوبی ۲۲°۰۶′غربی / ۶۸٫۸°جنوبی ۲۲٫۱°غربی   | —                      |                 | [ ۱ ]       |
| ۱۵ اکتبر ۱۶۷۸   | ۱۷:۳۶:۵۸           | ۱۰۹        | جزئی   | ۰٫۲۷۳۰ | —                 | ۷۱°۳۶′جنوبی ۱۵۴°۳۰′شرقی / ۷۱٫۶°جنوبی ۱۵۴٫۵°شرقی | —                      |                 | [ ۱ ]       |
| ۱۴ نوامبر ۱۶۷۸  | ۰۸:۵۸:۱۴           | ۱۴۷        | جزئی   | ۰٫۱۱۴۸ | —                 | ۶۹°۲۴′شمالی ۶۹°۲۴′شرقی / ۶۹٫۴°شمالی ۶۹٫۴°شرقی   | —                      |                 | [ ۱ ]       |
| ۱۰ آوریل ۱۶۷۹   | ۱۷:۵۵:۱۳           | ۱۱۴        | کامل   | ۱٫۰۵۶۵ | ۰۴ دقیقه ۱۷ ثانیه | ۴۳°۴۸′شمالی ۱۰۲°۱۲′غربی / ۴۳٫۸°شمالی ۱۰۲٫۲°غربی | ۲۳۳ کیلومتر (۱۴۵ مایل) |                 | [ ۱ ]       |
| ۴ اکتبر ۱۶۷۹    | ۱۸:۱۳:۵۶           | ۱۱۹        | حلقه‌ای | ۰٫۹۲۷۰ | ۰۷ دقیقه ۲۱ ثانیه | ۴۸°۰۰′جنوبی ۱۱۴°۵۴′غربی / ۴۸٫۰°جنوبی ۱۱۴٫۹°غربی | ۳۹۱ کیلومتر (۲۴۳ مایل) |                 | [ ۱ ]       |
| ۳۰ مارس ۱۶۸۰    | ۱۰:۳۲:۰۱           | ۱۲۴        | کامل   | ۱٫۰۵۹۵ | ۰۵ دقیقه ۲۵ ثانیه | ۱°۳۰′جنوبی ۲۴°۵۴′شرقی / ۱٫۵°جنوبی ۲۴٫۹°شرقی     | ۱۹۷ کیلومتر (۱۲۲ مایل) |                 | [ ۱ ]       |
| ۲۲ سپتامبر ۱۶۸۰ | ۱۹:۰۶:۲۳           | ۱۲۹        | حلقه‌ای | ۰٫۹۵۷۸ | ۰۵ دقیقه ۰۸ ثانیه | ۰°۴۲′شمالی ۱۰۸°۱۲′غربی / ۰٫۷°شمالی ۱۰۸٫۲°غربی   | ۱۵۳ کیلومتر (۹۵ مایل)  |                 | [ ۱ ]       |
| ۲۰ مارس ۱۶۸۱    | ۰۰:۵۲:۵۹           | ۱۳۴        | مرکب   | ۱٫۰۰۵۷ | ۰۰ دقیقه ۲۶ ثانیه | ۵۳°۴۸′جنوبی ۱۶۵°۱۸′غربی / ۵۳٫۸°جنوبی ۱۶۵٫۳°غربی | ۳۷ کیلومتر (۲۳ مایل)   |                 | [ ۱ ]       |
| ۱۲ سپتامبر ۱۶۸۱ | ۰۲:۳۳:۱۲           | ۱۳۹        | مرکب   | ۱٫۰۰۸۳ | ۰۰ دقیقه ۴۰ ثانیه | ۴۹°۴۸′شمالی ۱۶۱°۰۶′شرقی / ۴۹٫۸°شمالی ۱۶۱٫۱°شرقی | ۴۳ کیلومتر (۲۷ مایل)   |                 | [ ۱ ]       |
| ۷ فوریه ۱۶۸۲    | ۱۵:۵۹:۲۱           | ۱۰۶        | جزئی   | ۰٫۴۱۰۱ | —                 | ۷۰°۳۰′شمالی ۹۶°۴۸′غربی / ۷۰٫۵°شمالی ۹۶٫۸°غربی   | —                      |                 | [ ۱ ]       |
| ۳ اوت ۱۶۸۲      | ۰۹:۲۱:۱۱           | ۱۱۱        | جزئی   | ۰٫۸۲۴۶ | —                 | ۶۹°۴۲′جنوبی ۹°۳۰′شرقی / ۶۹٫۷°جنوبی ۹٫۵°شرقی     | —                      |                 | [ ۱ ]       |
| ۱ سپتامبر ۱۶۸۲  | ۱۶:۴۲:۲۴           | ۱۴۹        | جزئی   | ۰٫۱۹۷۸ | —                 | ۷۱°۳۰′شمالی ۴۴°۱۸′شرقی / ۷۱٫۵°شمالی ۴۴٫۳°شرقی   | —                      |                 | [ ۱ ]       |
| ۲۷ ژانویه ۱۶۸۳  | ۱۵:۱۰:۰۹           | ۱۱۶        | حلقه‌ای | ۰٫۹۱۹۵ | ۱۰ دقیقه ۴۴ ثانیه | ۲۲°۰۶′شمالی ۵۰°۳۶′غربی / ۲۲٫۱°شمالی ۵۰٫۶°غربی   | ۴۰۱ کیلومتر (۲۴۹ مایل) |                 | [ ۱ ]       |
| ۲۴ ژوئیه ۱۶۸۳   | ۰۲:۰۷:۰۰           | ۱۲۱        | کامل   | ۱٫۰۵۶۹ | ۰۵ دقیقه ۳۸ ثانیه | ۲°۳۰′جنوبی ۱۴۷°۰۶′شرقی / ۲٫۵°جنوبی ۱۴۷٫۱°شرقی   | ۲۰۳ کیلومتر (۱۲۶ مایل) |                 | [ ۱ ]       |
| ۱۶ ژانویه ۱۶۸۴  | ۱۷:۱۸:۵۳           | ۱۲۶        | حلقه‌ای | ۰٫۹۵۹۶ | ۰۴ دقیقه ۴۳ ثانیه | ۲۴°۱۲′جنوبی ۷۶°۴۲′غربی / ۲۴٫۲°جنوبی ۷۶٫۷°غربی   | ۱۴۷ کیلومتر (۹۱ مایل)  |                 | [ ۱ ]       |
| ۱۲ ژوئیه ۱۶۸۴   | ۱۴:۴۰:۳۵           | ۱۳۱        | مرکب   | ۱٫۰۰۴۱ | ۰۰ دقیقه ۲۳ ثانیه | ۴۵°۱۲′شمالی ۳۷°۰۶′غربی / ۴۵٫۲°شمالی ۳۷٫۱°غربی   | ۱۶ کیلومتر (۹٫۹ مایل)  |                 | [ ۱ ]       |
| ۵ ژانویه ۱۶۸۵   | ۰۲:۴۲:۵۰           | ۱۳۶        | مرکب   | ۱٫۰۰۸۶ | ۰۰ دقیقه ۳۵ ثانیه | ۷۰°۴۲′جنوبی ۱۴۳°۰۶′شرقی / ۷۰٫۷°جنوبی ۱۴۳٫۱°شرقی | ۴۴ کیلومتر (۲۷ مایل)   |                 | [ ۱ ]       |
| ۱ ژوئیه ۱۶۸۵    | ۲۰:۰۶:۰۷           | ۱۴۱        | جزئی   | ۰٫۶۱۶۳ | —                 | ۶۶°۵۴′شمالی ۶۲°۱۲′شرقی / ۶۶٫۹°شمالی ۶۲٫۲°شرقی   | —                      |                 | [ ۱ ]       |
| ۲۶ نوامبر ۱۶۸۵  | ۰۶:۵۴:۴۳           | ۱۰۸        | جزئی   | ۰٫۴۴۴۲ | —                 | ۶۳°۴۲′شمالی ۱۱۱°۴۸′شرقی / ۶۳٫۷°شمالی ۱۱۱٫۸°شرقی | —                      |                 | [ ۱ ]       |
| ۲۵ دسامبر ۱۶۸۵  | ۱۷:۲۲:۳۵           | ۱۴۶        | جزئی   | ۰٫۳۱۰۲ | —                 | ۶۶°۲۴′جنوبی ۱۰۸°۱۸′شرقی / ۶۶٫۴°جنوبی ۱۰۸٫۳°شرقی | —                      |                 | [ ۱ ]       |
| ۲۲ مه ۱۶۸۶      | ۰۶:۲۱:۲۰           | ۱۱۳        | حلقه‌ای | ۰٫۹۵۳۳ | ۰۴ دقیقه ۵۶ ثانیه | ۳۸°۳۶′جنوبی ۱۰۳°۱۸′شرقی / ۳۸٫۶°جنوبی ۱۰۳٫۳°شرقی | ۳۵۳ کیلومتر (۲۱۹ مایل) |                 | [ ۱ ]       |
| ۱۵ نوامبر ۱۶۸۶  | ۲۱:۰۵:۰۰           | ۱۱۸        | مرکب   | ۱٫۰۰۴۸ | ۰۰ دقیقه ۲۸ ثانیه | ۲۰°۱۲′شمالی ۱۲۶°۰۰′غربی / ۲۰٫۲°شمالی ۱۲۶٫۰°غربی | ۲۲ کیلومتر (۱۴ مایل)   |                 | [ ۱ ]       |
| ۱۱ مه ۱۶۸۷      | ۱۲:۴۲:۲۸           | ۱۲۳        | مرکب   | ۱٫۰۰۹۴ | ۰۰ دقیقه ۵۷ ثانیه | ۱۳°۳۶′شمالی ۹°۵۴′غربی / ۱۳٫۶°شمالی ۹٫۹°غربی     | ۳۳ کیلومتر (۲۱ مایل)   |                 | [ ۱ ]       |
| ۵ نوامبر ۱۶۸۷   | ۰۵:۲۲:۲۴           | ۱۲۸        | حلقه‌ای | ۰٫۹۵۶۱ | ۰۴ دقیقه ۴۹ ثانیه | ۱۸°۱۸′جنوبی ۹۴°۱۸′شرقی / ۱۸٫۳°جنوبی ۹۴٫۳°شرقی   | ۱۶۰ کیلومتر (۹۹ مایل)  |                 | [ ۱ ]       |
| ۳۰ آوریل ۱۶۸۸   | ۰۱:۵۷:۳۴           | ۱۳۳        | کامل   | ۱٫۰۵۳۵ | ۰۳ دقیقه ۴۰ ثانیه | ۵۱°۲۴′شمالی ۱۲۴°۲۴′شرقی / ۵۱٫۴°شمالی ۱۲۴٫۴°شرقی | ۲۳۴ کیلومتر (۱۴۵ مایل) |                 | [ ۱ ]       |
| ۲۴ اکتبر ۱۶۸۸   | ۰۶:۴۶:۴۱           | ۱۳۸        | حلقه‌ای | ۰٫۹۲۲۱ | ۰۶ دقیقه ۴۹ ثانیه | ۵۴°۲۴′جنوبی ۳۹°۱۲′شرقی / ۵۴٫۴°جنوبی ۳۹٫۲°شرقی   | ۴۵۳ کیلومتر (۲۸۱ مایل) |                 | [ ۱ ]       |
| ۲۱ مارس ۱۶۸۹    | ۱۰:۰۶:۴۲           | ۱۰۵        | جزئی   | ۰٫۵۸۶۷ | —                 | ۶۱°۰۰′جنوبی ۱۱۹°۰۰′شرقی / ۶۱٫۰°جنوبی ۱۱۹٫۰°شرقی | —                      |                 | [ ۱ ]       |
| ۱۹ آوریل ۱۶۸۹   | ۱۸:۳۹:۲۳           | ۱۴۳        | جزئی   | ۰٫۳۳۱۲ | —                 | ۶۱°۴۲′شمالی ۱۴۷°۳۰′شرقی / ۶۱٫۷°شمالی ۱۴۷٫۵°شرقی | —                      |                 | [ ۱ ]       |
| ۱۳ سپتامبر ۱۶۸۹ | ۱۵:۳۹:۲۲           | ۱۱۰        | جزئی   | ۰٫۲۳۹۴ | —                 | ۶۱°۰۶′شمالی ۴۰°۱۲′شرقی / ۶۱٫۱°شمالی ۴۰٫۲°شرقی   | —                      |                 | [ ۱ ]       |
| ۱۳ اکتبر ۱۶۸۹   | ۰۶:۴۰:۰۲           | ۱۴۸        | جزئی   | ۰٫۱۹۲۰ | —                 | ۶۱°۱۲′جنوبی ۲۸°۱۸′غربی / ۶۱٫۲°جنوبی ۲۸٫۳°غربی   | —                      |                 | [ ۱ ]       |
| ۱۰ مارس ۱۶۹۰    | ۲۲:۵۶:۰۰           | ۱۱۵        | حلقه‌ای | ۰٫۹۹۲۰ | ۰۰ دقیقه ۴۲ ثانیه | ۳۲°۳۰′جنوبی ۱۴۳°۰۰′غربی / ۳۲٫۵°جنوبی ۱۴۳٫۰°غربی | ۳۳ کیلومتر (۲۱ مایل)   |                 | [ ۱ ]       |
| ۳ سپتامبر ۱۶۹۰  | ۰۱:۱۷:۴۷           | ۱۲۰        | کامل   | ۱٫۰۲۸۷ | ۰۲ دقیقه ۱۳ ثانیه | ۴۰°۱۸′شمالی ۱۷۷°۲۴′غربی / ۴۰٫۳°شمالی ۱۷۷٫۴°غربی | ۱۲۲ کیلومتر (۷۶ مایل)  |                 | [ ۱ ]       |
| ۲۸ فوریه ۱۶۹۱   | ۰۴:۳۷:۴۱           | ۱۲۵        | حلقه‌ای | ۰٫۹۴۱۴ | ۰۶ دقیقه ۴۰ ثانیه | ۰°۴۸′شمالی ۱۰۹°۱۸′شرقی / ۰٫۸°شمالی ۱۰۹٫۳°شرقی   | ۲۲۰ کیلومتر (۱۴۰ مایل) |                 | [ ۱ ]       |
| ۲۳ اوت ۱۶۹۱     | ۱۶:۴۵:۵۷           | ۱۳۰        | کامل   | ۱٫۰۷۲۰ | ۰۶ دقیقه ۰۱ ثانیه | ۴°۳۰′شمالی ۷۴°۱۸′غربی / ۴٫۵°شمالی ۷۴٫۳°غربی     | ۲۳۶ کیلومتر (۱۴۷ مایل) |                 | [ ۱ ]       |
| ۱۷ فوریه ۱۶۹۲   | ۰۴:۲۶:۵۶           | ۱۳۵        | حلقه‌ای | ۰٫۹۱۵۹ | ۰۸ دقیقه ۳۶ ثانیه | ۴۲°۲۴′شمالی ۸۵°۳۶′شرقی / ۴۲٫۴°شمالی ۸۵٫۶°شرقی   | ۶۴۴ کیلومتر (۴۰۰ مایل) |                 | [ ۱ ]       |
| ۱۲ اوت ۱۶۹۲     | ۰۹:۴۱:۰۵           | ۱۴۰        | کامل   | ۱٫۰۵۴۶ | ۰۴ دقیقه ۱۰ ثانیه | ۳۹°۴۸′جنوبی ۸°۳۶′شرقی / ۳۹٫۸°جنوبی ۸٫۶°شرقی     | ۳۵۳ کیلومتر (۲۱۹ مایل) |                 | [ ۱ ]       |
| ۶ ژانویه ۱۶۹۳   | ۱۳:۵۵:۳۳           | ۱۰۷        | جزئی   | ۰٫۳۰۹۷ | —                 | ۶۴°۲۴′جنوبی ۱۲۲°۱۲′شرقی / ۶۴٫۴°جنوبی ۱۲۲٫۲°شرقی | —                      |                 | [ ۱ ]       |
| ۵ فوریه ۱۶۹۳    | ۰۵:۲۷:۰۹           | ۱۴۵        | جزئی   | ۰٫۰۵۹۷ | —                 | ۶۲°۱۲′شمالی ۴۴°۱۲′شرقی / ۶۲٫۲°شمالی ۴۴٫۲°شرقی   | —                      |                 | [ ۱ ]       |
| ۳ ژوئیه ۱۶۹۳    | ۱۲:۳۳:۵۲           | ۱۱۲        | جزئی   | ۰٫۹۷۱۸ | —                 | ۶۴°۴۸′شمالی ۱۴۶°۱۸′شرقی / ۶۴٫۸°شمالی ۱۴۶٫۳°شرقی | —                      |                 | [ ۱ ]       |
| ۲۷ دسامبر ۱۶۹۳  | ۰۱:۱۰:۵۰           | ۱۱۷        | کامل   | ۱٫۰۲۳۶ | ۰۱ دقیقه ۳۹ ثانیه | ۶۲°۳۶′جنوبی ۱۷۴°۱۸′شرقی / ۶۲٫۶°جنوبی ۱۷۴٫۳°شرقی | ۱۰۵ کیلومتر (۶۵ مایل)  |                 | [ ۱ ]       |
| ۲۲ ژوئن ۱۶۹۴    | ۱۶:۰۸:۴۵           | ۱۲۲        | حلقه‌ای | ۰٫۹۵۱۷ | ۰۵ دقیقه ۲۷ ثانیه | ۳۸°۲۴′شمالی ۵۹°۴۲′غربی / ۳۸٫۴°شمالی ۵۹٫۷°غربی   | ۱۸۳ کیلومتر (۱۱۴ مایل) |                 | [ ۱ ] [ ۲ ] |
| ۱۶ دسامبر ۱۶۹۴  | ۱۶:۳۳:۱۱           | ۱۲۷        | کامل   | ۱٫۰۴۷۵ | ۰۴ دقیقه ۲۲ ثانیه | ۲۱°۱۸′جنوبی ۶۹°۱۲′غربی / ۲۱٫۳°جنوبی ۶۹٫۲°غربی   | ۱۵۸ کیلومتر (۹۸ مایل)  |                 | [ ۱ ]       |
| ۱۱ ژوئن ۱۶۹۵    | ۱۶:۴۴:۲۴           | ۱۳۲        | حلقه‌ای | ۰٫۹۵۴۵ | ۰۶ دقیقه ۱۳ ثانیه | ۷°۲۴′جنوبی ۷۲°۱۲′غربی / ۷٫۴°جنوبی ۷۲٫۲°غربی     | ۱۹۳ کیلومتر (۱۲۰ مایل) |                 | [ ۱ ]       |
| ۶ دسامبر ۱۶۹۵   | ۰۷:۲۳:۱۸           | ۱۳۷        | کامل   | ۱٫۰۱۲۸ | ۰۱ دقیقه ۱۶ ثانیه | ۲۴°۱۸′شمالی ۶۷°۵۴′شرقی / ۲۴٫۳°شمالی ۶۷٫۹°شرقی   | ۶۴ کیلومتر (۴۰ مایل)   |                 | [ ۱ ]       |
| ۱ مه ۱۶۹۶       | ۱۱:۱۵:۱۹           | ۱۰۴        | جزئی   | ۰٫۲۰۷۸ | —                 | ۷۰°۱۲′شمالی ۱۲۹°۴۸′غربی / ۷۰٫۲°شمالی ۱۲۹٫۸°غربی | —                      |                 | [ ۱ ]       |
| ۳۰ مه ۱۶۹۶      | ۲۱:۴۱:۲۳           | ۱۴۲        | جزئی   | ۰٫۵۵۳۴ | —                 | ۶۷°۴۸′جنوبی ۱۳۸°۴۲′غربی / ۶۷٫۸°جنوبی ۱۳۸٫۷°غربی | —                      |                 | [ ۱ ]       |
| ۲۶ اکتبر ۱۶۹۶   | ۰۱:۱۷:۰۷           | ۱۰۹        | جزئی   | ۰٫۲۱۷۲ | —                 | ۷۰°۵۴′جنوبی ۲۵°۵۴′شرقی / ۷۰٫۹°جنوبی ۲۵٫۹°شرقی   | —                      |                 | [ ۱ ]       |
| ۲۴ نوامبر ۱۶۹۶  | ۱۷:۱۰:۴۱           | ۱۴۷        | جزئی   | ۰٫۱۳۱۸ | —                 | ۶۸°۲۴′شمالی ۶۵°۳۶′غربی / ۶۸٫۴°شمالی ۶۵٫۶°غربی   | —                      |                 | [ ۱ ]       |
| ۲۱ آوریل ۱۶۹۷   | ۰۱:۴۹:۲۲           | ۱۱۴        | کامل   | ۱٫۰۶۰۲ | ۰۴ دقیقه ۱۸ ثانیه | ۵۱°۲۴′شمالی ۱۳۶°۵۴′شرقی / ۵۱٫۴°شمالی ۱۳۶٫۹°شرقی | ۲۶۲ کیلومتر (۱۶۳ مایل) |                 | [ ۱ ]       |
| ۱۵ اکتبر ۱۶۹۷   | ۰۱:۳۳:۴۱           | ۱۱۹        | حلقه‌ای | ۰٫۹۲۳۶ | ۰۷ دقیقه ۱۲ ثانیه | ۵۵°۳۰′جنوبی ۱۳۱°۱۲′شرقی / ۵۵٫۵°جنوبی ۱۳۱٫۲°شرقی | ۴۴۱ کیلومتر (۲۷۴ مایل) |                 | [ ۱ ]       |
| ۱۰ آوریل ۱۶۹۸   | ۱۸:۳۴:۲۶           | ۱۲۴        | کامل   | ۱٫۰۶۱۳ | ۰۵ دقیقه ۳۶ ثانیه | ۵°۰۶′شمالی ۹۷°۱۸′غربی / ۵٫۱°شمالی ۹۷٫۳°غربی     | ۲۰۱ کیلومتر (۱۲۵ مایل) |                 | [ ۱ ]       |
| ۴ اکتبر ۱۶۹۸    | ۰۲:۳۱:۲۵           | ۱۲۹        | حلقه‌ای | ۰٫۹۵۷۳ | ۰۵ دقیقه ۱۰ ثانیه | ۶°۱۲′جنوبی ۱۳۸°۴۸′شرقی / ۶٫۲°جنوبی ۱۳۸٫۸°شرقی   | ۱۵۵ کیلومتر (۹۶ مایل)  |                 | [ ۱ ]       |
| ۳۱ مارس ۱۶۹۹    | ۰۸:۴۸:۴۵           | ۱۳۴        | مرکب   | ۱٫۰۰۶۵ | ۰۰ دقیقه ۳۲ ثانیه | ۴۶°۴۸′جنوبی ۶۹°۴۲′شرقی / ۴۶٫۸°جنوبی ۶۹٫۷°شرقی   | ۳۸ کیلومتر (۲۴ مایل)   |                 | [ ۱ ]       |
| ۲۳ سپتامبر ۱۶۹۹ | ۱۰:۱۶:۱۲           | ۱۳۹        | مرکب   | ۱٫۰۰۹۵ | ۰۰ دقیقه ۴۹ ثانیه | ۴۱°۴۸′شمالی ۴۰°۴۲′شرقی / ۴۱٫۸°شمالی ۴۰٫۷°شرقی   | ۴۶ کیلومتر (۲۹ مایل)   |                 | [ ۱ ]       |
| ۱۸ فوریه ۱۷۰۰   | ۲۳:۴۹:۳۵           | ۱۰۶        | جزئی   | ۰٫۳۷۴۴ | —                 | ۷۱°۱۲′شمالی ۱۳۲°۲۴′شرقی / ۷۱٫۲°شمالی ۱۳۲٫۴°شرقی | —                      |                 | [ ۱ ]       |
| ۱۴ اوت ۱۷۰۰     | ۱۶:۵۹:۰۶           | ۱۱۱        | جزئی   | ۰٫۷۰۰۰ | —                 | ۷۰°۳۶′جنوبی ۱۱۷°۳۰′غربی / ۷۰٫۶°جنوبی ۱۱۷٫۵°غربی | —                      |                 | [ ۱ ]       |
| ۱۳ سپتامبر ۱۷۰۰ | ۰۰:۳۴:۱۸           | ۱۴۹        | جزئی   | ۰٫۲۹۹۶ | —                 | ۷۱°۵۴′شمالی ۸۷°۳۶′غربی / ۷۱٫۹°شمالی ۸۷٫۶°غربی   | —                      |                 | [ ۱ ]       |